# Castello di Schönbrunn
Il Castello di Schönbrunn (in tedesco Schloss Schönbrunn), famosa reggia imperiale di Vienna, è stata la sede della casa imperiale d'Asburgo dal 1730 al 1918. Una volta si trovava in campagna, ma ormai è stato inglobato dalla città. È ubicato a Hietzing, nella periferia ovest di Vienna. Spesso è impropriamente indicato come palazzo nonostante si tratti, in quanto grande residenza di campagna, di un castello.
Il nome di Schönbrunn gli venne dato dall'imperatore Mattia che, durante una battuta di caccia in quest'area, vi scoprì una fonte di acqua limpidissima che chiamò schön(er) Brunn, ossia "bella fonte", da cui il nome, ed è attorno a questa fonte, secondo la tradizione, che si sarebbe costituito poi il castello intero.
Dal 1638 al 1643 sul luogo venne costruito un palazzo come residenza estiva per la seconda moglie dell'imperatore Ferdinando II, Eleonora Gonzaga. Tuttavia, questa struttura venne gravemente danneggiata durante il grande assedio di Vienna da parte dei turchi nel 1683 e pertanto nel 1687 l'imperatore Leopoldo I commissionò la costruzione di un nuovo e più imponente castello al noto architetto Johann Bernhard Fischer von Erlach, con l'intento di farne una sua reggia fuori città. Esso servì da modello dall'architetto veneziano Matteo Alberti per la progettazione del palazzo di caccia di Bensberg, eretto nel 1711 per il principe elettore del Palatinato, Giovanni Guglielmo.
I lavori ebbero una svolta epocale durante il regno di Maria Teresa d'Austria quando, a partire dal 1743, il palazzo e il parco retrostante vennero ristrutturati ed ampliati nella loro forma attuale da Nikolaus von Pacassi e da Johann Ferdinand Hetzendorf von Hohenberg. Il nuovo palazzo di forme barocche, divenne la residenza estiva dei re e degli imperatori del Sacro Romano Impero dalla metà del XVIII secolo fino alla fine del Sacro Romano Impero nel 1806, divenendo poi la residenza principale dell'intera famiglia imperiale austriaca dal 1806 sino alla fine della prima guerra mondiale. In questo periodo, il palazzo fu occupato quasi ininterrottamente da una corte di diverse centinaia di persone e divenne il centro culturale e politico dell'impero asburgico.
Dal 1992 il castello è amministrato dall'azienda Schloss Schönbrunn Kultur- und BetriebsgesmbH. Dal 1996 il palazzo e il giardino sono stati dichiarati patrimonio dell'umanità dall'UNESCO.
Oltre alla bellezza dei luoghi, il complesso del palazzo è noto per ospitare il Tiergarten Schönbrunn, uno degli zoo più antichi al mondo.

## Storia

Castello di Schönbrunn

### Prima della costruzione del castello

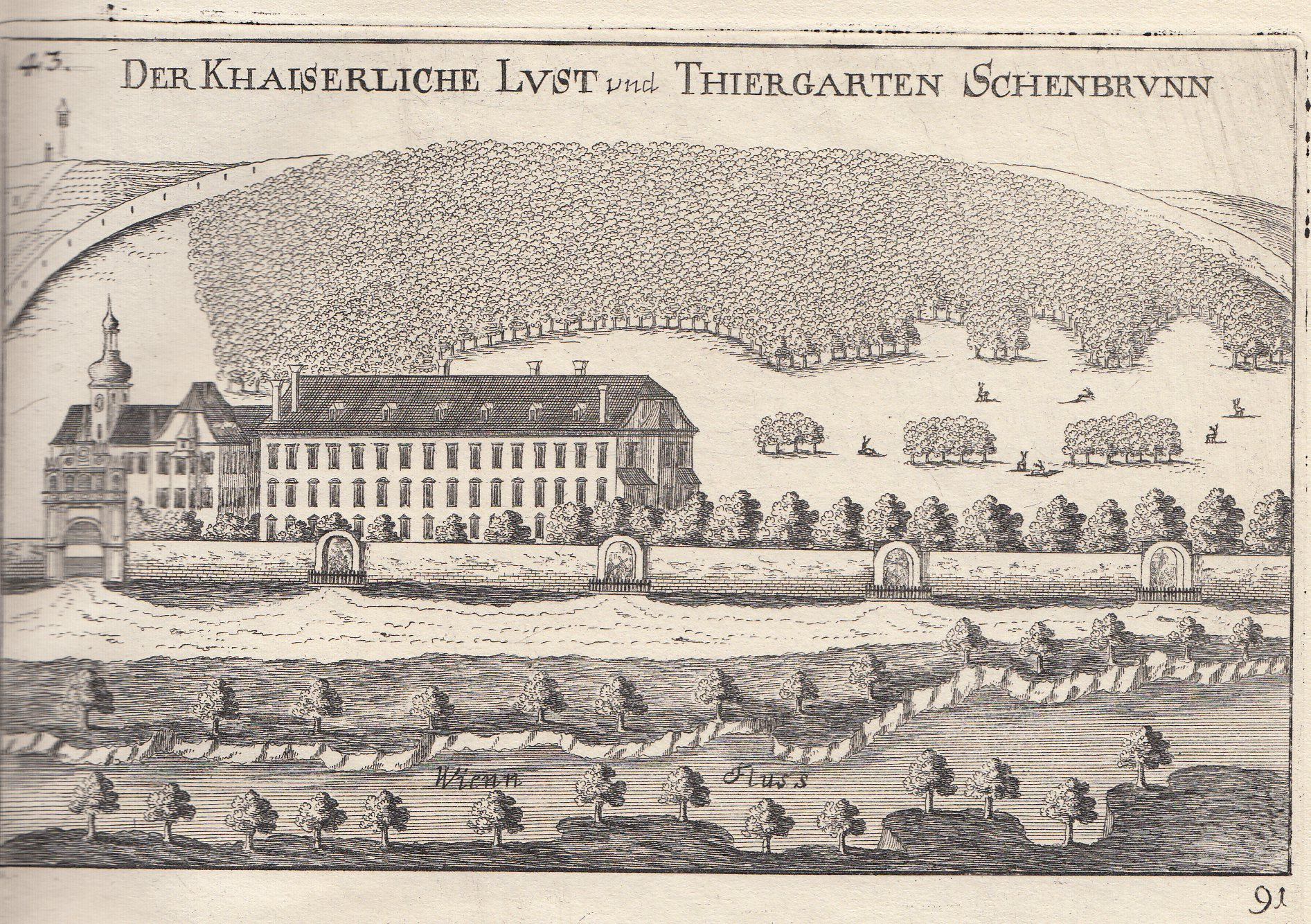
La residenza di caccia che sorgeva prima della costruzione dell'attuale castello in un'incisione del 1672.

L'area corrispondente all'attuale palazzo viene per la prima volta menzionata nel 1311 col nome di Khattermühle, e qui sorgevano molti mulini. Dal 1312 l'area passò a un monastero e successivamente venne acquisita nel 1548 dal sindaco di Vienna, Hermann Bayr, che decise di erigervi una propria residenza di campagna col nome di Katterburg, o Gatterburg, presso un mulino.
L'8 ottobre 1569 l'imperatore Massimiliano II acquisì l'intera proprietà di modo da utilizzarla come propria riserva di caccia. Egli colse anche l'occasione per installare in una parte separata della grande proprietà un primitivo zoo, popolato da uccelli esotici e dai primi pavoni che approdarono a Vienna. Il mulino venne abbattuto negli anni successivi e al suo posto venne costruito un piccolo casotto da caccia con annesse dipendenze.
Morto Massimiliano II (1576), il suo successore Rodolfo II si preoccupò solo di mantenere la proprietà, che divenne riserva di caccia per il suo erede, l'imperatore Mattia. Proprio a quest'ultimo si rifà la tradizione che vuole che nel 1612 fosse stata scoperta, durante una battuta di caccia, una sorgente ("bella fonte"; in tedesco schöner Brunnen) che dette poi il nome a tutto il comprensorio.
Ferdinando II e sua moglie Eleonora Gonzaga continuarono a utilizzare il complesso come riserva di caccia fino alla morte dello stesso Ferdinando II, quando la sua consorte scelse di risiedere qui negli anni della sua vedovanza, tra il 1638 e il 1643, dotando l'area anche di un castelletto, di un meleto e di un'orangerie. È in questo periodo che per la prima volta si ha traccia ufficiale del nome Schönbrunn.
La struttura venne danneggiata nel 1683 nel corso dell'attacco dei Turchi Ottomani a Vienna, a tal punto che risultò inagibile. Fu Eleonora Gonzaga-Nevers, vedova di Ferdinando III che chiese di restaurare l'area, ma morì nel 1687, poco dopo l'inizio dei lavori.

### Il castello

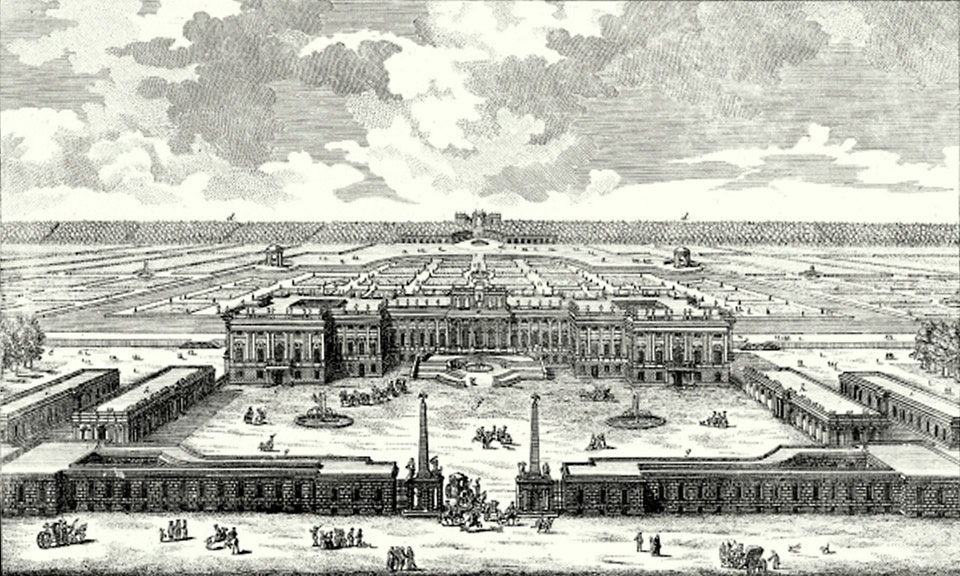
Il progetto definitivo del castello approvato nel 1696.

Fu proprio a partire dal 1687 che il successore al trono Leopoldo I predispose l'edificazione di una nuova residenza per il figlio Giuseppe I. Nel 1688 l'architetto Johann Bernhard Fischer von Erlach presenta il "progetto Schönbrunn I", che nelle intenzioni del progettista avrebbe dovuto oscurare la Reggia di Versailles (costruita da Luigi XIV) in Francia. Tale progetto ottenne lo scopo di presentare al sovrano il proprio talento e contemporaneamente di rinverdire l'attenzione dell'imperatore per l'opera. Nel 1689 Fischer ottenne la nomina di precettore d'architettura dell'erede al trono.
La fase attuativa, i cui lavori incominciarono nel 1696, si concretizzò tuttavia in un progetto meno ambizioso che si basava in gran parte sulle strutture già esistenti. I lavori si bloccarono più volte a causa della scarsità di fondi, impiegati nella guerra di successione spagnola (1701-1715), e nel 1705 ancora il castello non aveva preso una forma definitiva. Con la morte di Leopoldo, Schönbrunn diventò la residenza vedovile di sua moglie: Guglielmina Amalia. Vennero chiamati molti intagliatori per costituire le basi del castello che venne fondato con la tipica "pietra dell'Imperatore", una dura pietra gialla, assai adatta a questo particolare scopo.
Con la morte dell'imperatore Giuseppe I nel 1711, il castello di Schönbrunn passò alla vedova Guglielmina Amalia nel 1712 la quale visse al palazzo sino al 1722 ed infine si risolse a venderlo con l'intera tenuta di caccia alla corte imperiale nel 1728 per la somma di 450.000 fiorini.

### Residenza estiva della famiglia imperiale: l'epoca d'oro di Maria Teresa

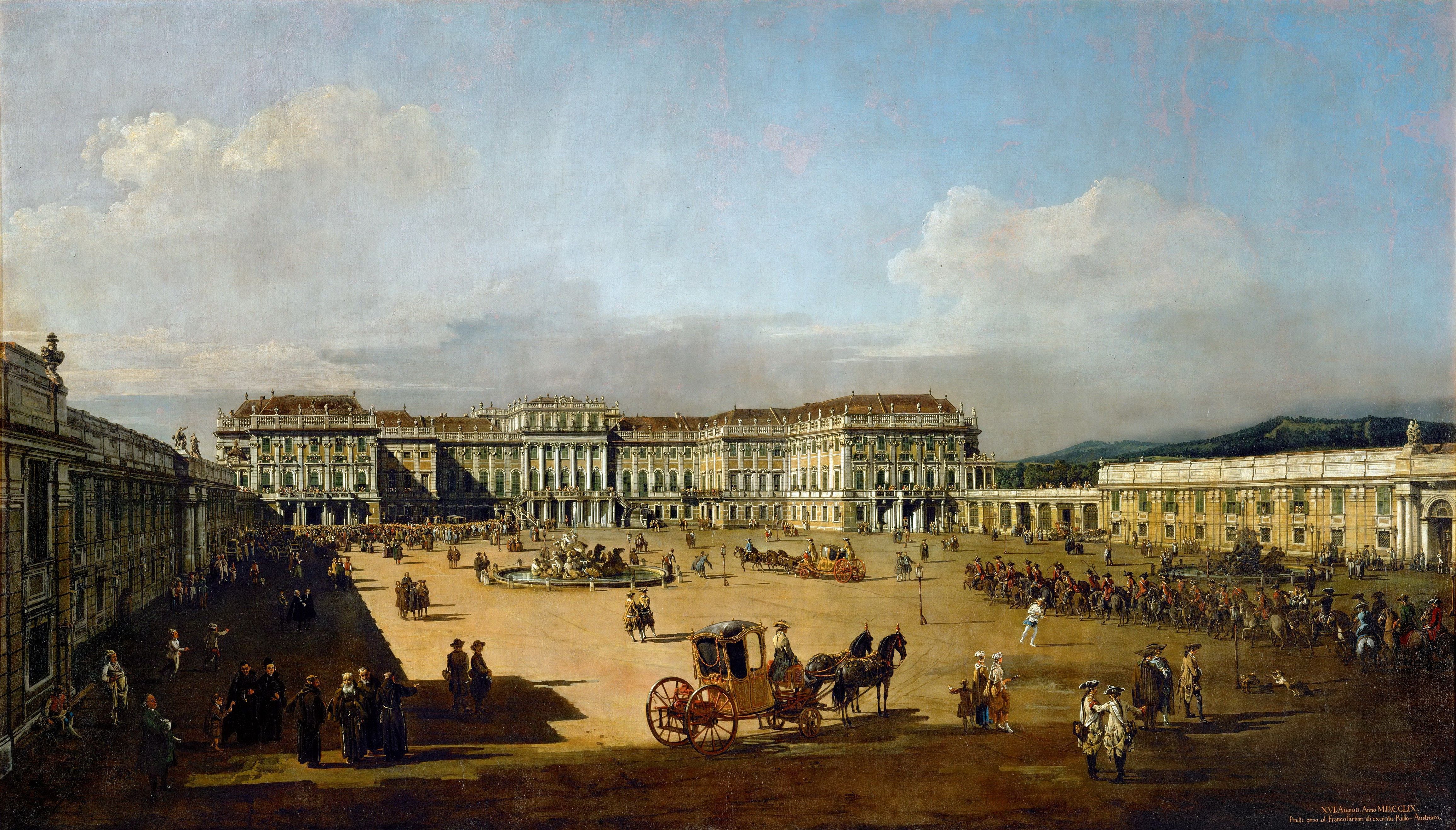
Il palazzo di Schönbrunn in un dipinto del 1758 di Canaletto.

Fu l'imperatore Carlo VI a riprendere vivo interesse per il castello di Schönbrunn, intendendolo destinare a residenza estiva della famiglia imperiale, uso al quale rimase destinato sino al crollo della monarchia asburgica nel 1918. Egli però morì prima di riuscire a dare inizio ai nuovi lavori di ampliamento della struttura, che tra il 1743 e il 1749 vennero portati avanti da sua figlia Maria Teresa d'Austria, che si avvalse della perizia dell'architetto Nicolò Pacassi per cambiare radicalmente l'assetto del piccolo palazzotto di caccia. Alcuni progetti alternativi oggi perduti vennero realizzati anche da Johann Michael Rottmayr.
All'epoca di Maria Teresa risale anche la maggior parte degli interni, che andarono proprio a fornire le basi per la crescita e lo sviluppo del rococò austriaco di cui oggi rappresentano a ogni modo uno degli esempi più rilevanti. Al fianco della residenza venne inoltre aperto dal 1747 il teatro di corte che ospitò tra l'altro rappresentazioni di Franz Joseph Haydn e Wolfgang Amadeus Mozart con conduttori gli stessi compositori. Attorno al 1765 Johann Ferdinand Hetzendorf von Hohenberg, rappresentante del primo neoclassicismo, apportò gli ultimi cambiamenti alla struttura voluti da Maria Teresa dopo la morte del marito Francesco Stefano di Lorena. A partire dal 1772 Hetzendorf von Hohenberg lavorò alla costruzione della Gloriette in fondo al giardino, una loggia arcata costruita sulla collina al centro della veduta centrale del parco del castello. Nel 1780 si conclusero i lavori, poco prima della morte di Maria Teresa, da questo momento il castello non sarà più abitato fino ai primi dell'Ottocento.

### Tra XIX e XX secolo

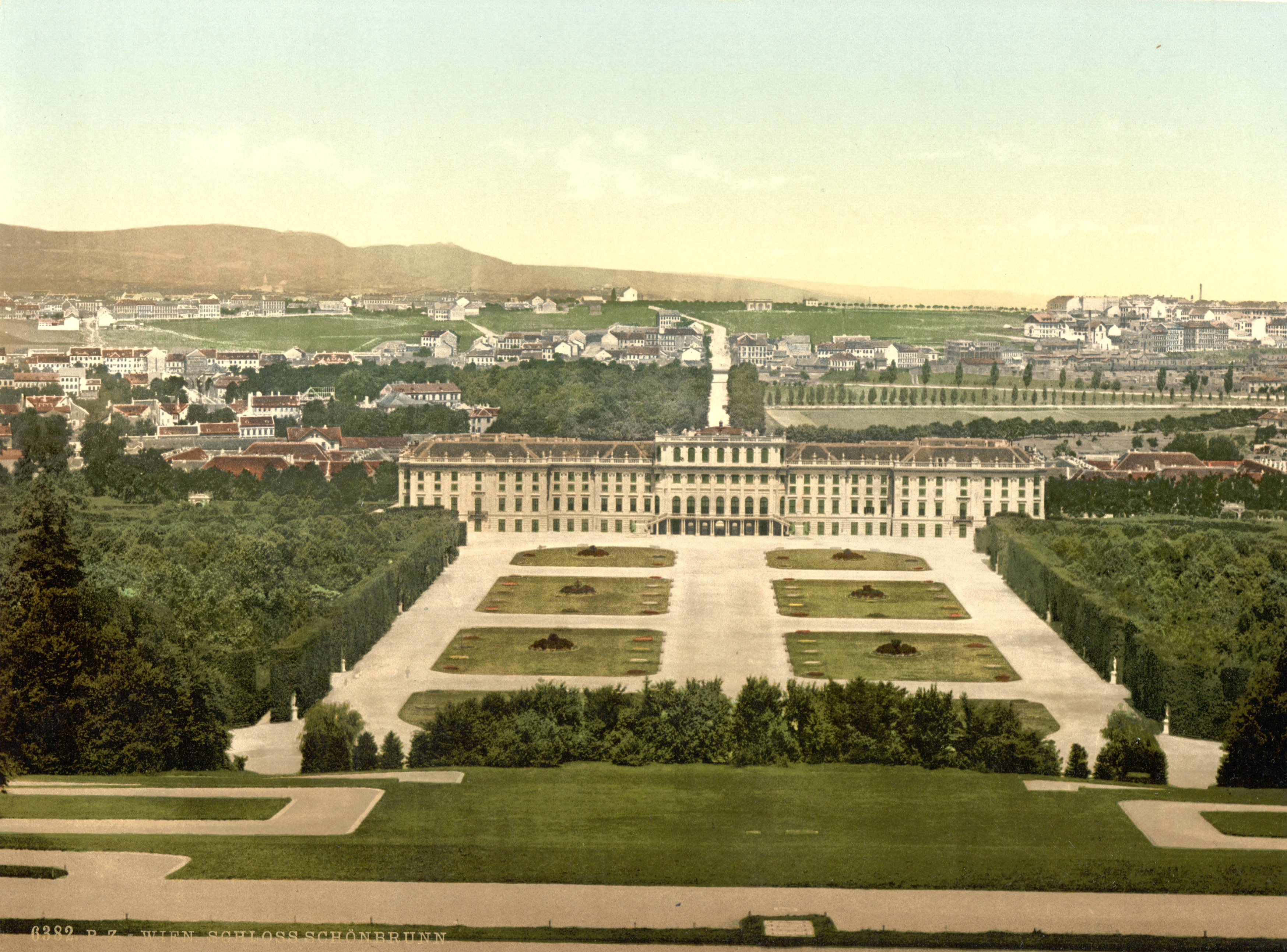
Il castello tra il 1890 e il 1900.

Tra il 1805 e il 1809, Napoleone Bonaparte prese residenza al castello di Schönbrunn. A partire dal 1817 e per successivi due anni, si hanno alcuni interventi architettonici che dettero l'attuale aspetto al castello. Nel 1830 vi nacque l'imperatore Francesco Giuseppe ed egli qui morì nel 1916, mentre nel 1918 l'imperatore Carlo I firmò la sospensione dei lavori del governo imperiale, rimettendosi alla volontà del popolo austriaco; ciò dette inizio al processo che pose fine alla secolare monarchia austriaca tra il 1918 e il 1919.
Al termine della proprietà imperiale della struttura, parte di essa divenne una scuola per quasi 350 bambini, molti dei quali erano orfani di guerra o le loro famiglie non erano in grado di sostenere le spese di pagamento di un precettore. Durante la Seconda guerra mondiale, nel 1945, la Gloriette e il palazzo vennero danneggiati dalle bombe degli alleati. Il castello divenne quindi quartier generale locale delle truppe russe e poi inglesi, il che consentì nello stesso tempo un rapido restauro dei danni causati dal conflitto. Nel 1948 parte del castello divenne già accessibile e aperta al pubblico.

### Il castello oggi
Attualmente il castello di Schönbrunn conta 1.441 stanze di diversa grandezza; molte di queste sono destinate a usi governativi, ma 190 sono aperte oggi al pubblico in forma di museo, con una stima annuale di 1,5 milioni di turisti approssimativi. Il parco e le strutture annesse al castello contano invece circa 5,2 milioni di turisti all'anno.

## Descrizione del castello

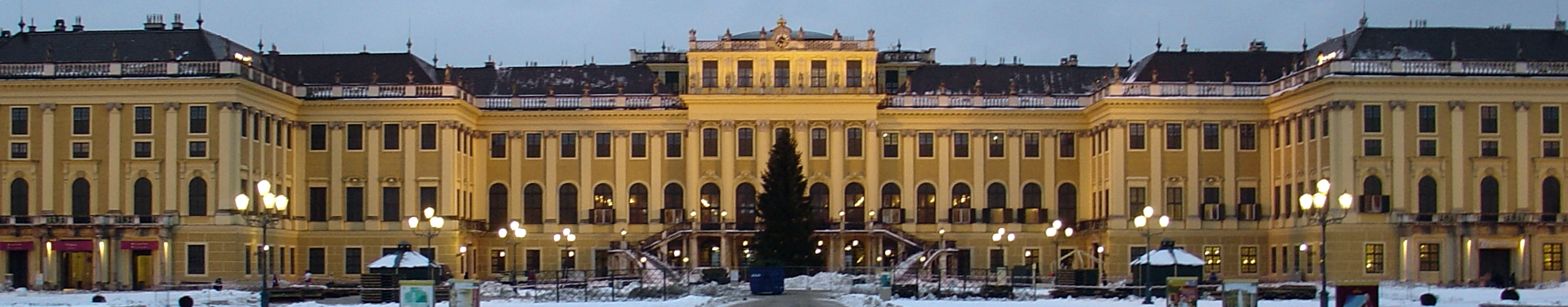
Palazzo di Schönbrunn

### Esterno

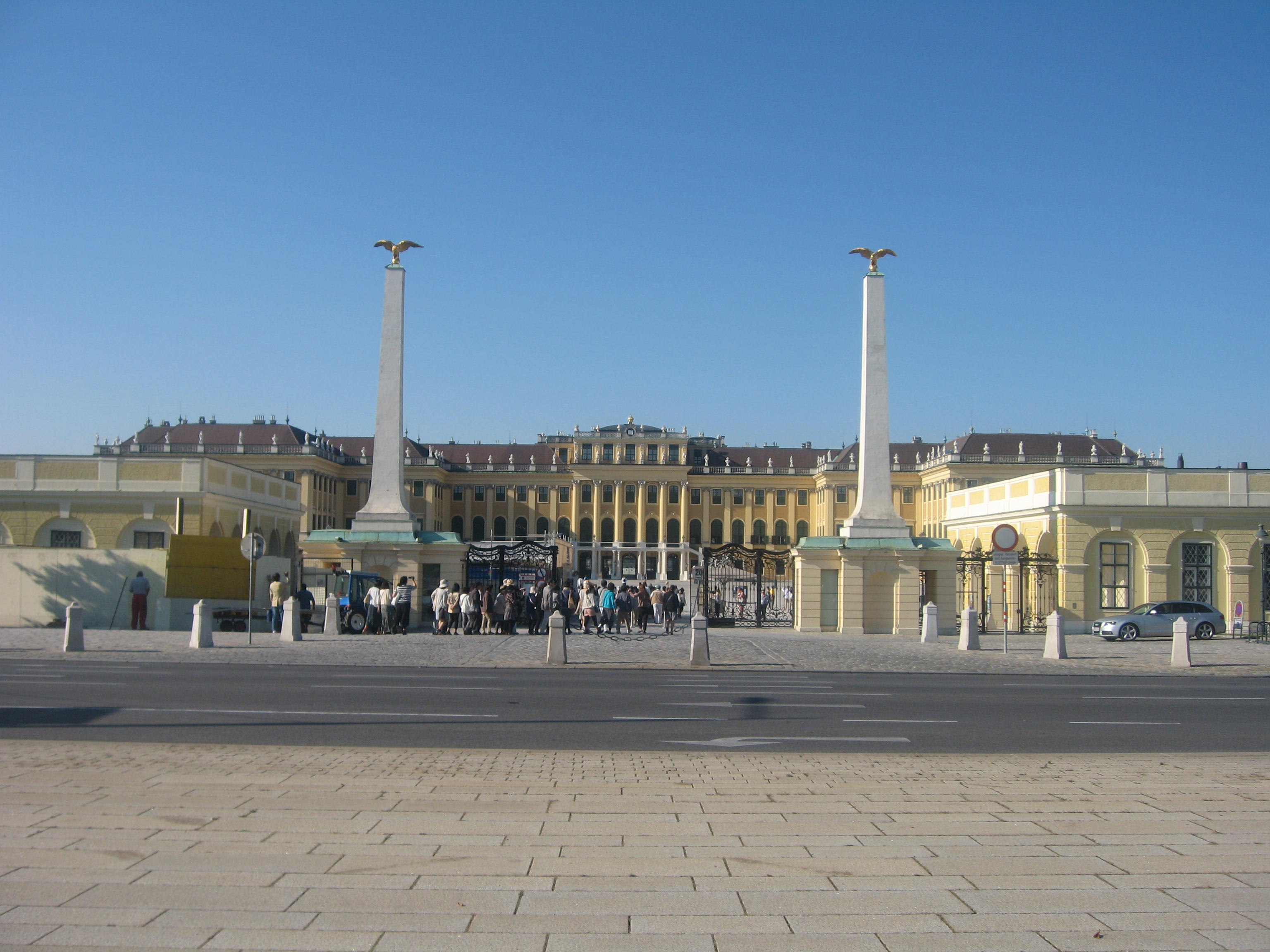
Il fronte verso la città.

Il palazzo, su modello della Reggia di Versailles, si imposta su due lunghissimi fronti gemelli aperti dalle grandi scalinate a due rampe. Quello verso la città, più severo, con due ali avanzanti; e quello verso i giardini, più piatto. 
La facciata verso la città, lunga ben 175 metri, è preceduta da una ricca cancellata rococò in ferro battuto serrata fra due obelischi che immette nell'Ehrenhof (Cortile dei Signori), vasto Cortile d'onore ornato da fontane con figure allegoriche del 1776. 
Entrambe le facciate sono impostate sul corpo centrale aggettante con pronao centrale a sei semicolonne. Appare preceduto da una loggia terrena a colonne binate che, a traverso le due grandiose scalinate, immette all'ingresso, al piano rialzato. Tutte le superfici, scandite da paraste e finestre, si ergono su due livelli al di sopra su di un alto zoccolo.

### Interno
Gli interni del castello non servivano solo come abitazione della famiglia imperiale, bensì furono costruiti con scopi di rappresentanza e di luogo di esposizione per le numerose feste e cerimonie, che doveva rappresentare il simbolo e rafforzare il prestigio della monarchia. A questo scopo vennero ingaggiati molti artisti famosi e rinomati artigiani, che arredassero gli spazi con l'eleganza di quei tempi. Gli stili vanno dal barocco al rococò, al Biedermeier e agli stili del periodo di sviluppo economico-industriale del II Reich, che tutto sommato formano un insieme armonico.
Nel lato occidentale del 1º piano si trovano gli appartamenti risalenti al XIX secolo dell'imperatore Francesco Giuseppe e dell'imperatrice Elisabetta. Al centro vi sono le zone di rappresentanza. Nella parte orientale vi sono gli appartamenti di Maria Teresa come quelli cosiddetti di Franz Karl e dell'arciduchessa Sofia, i genitori dell'imperatore Francesco Giuseppe.
Il castello ha centinaia di spazi e camere, dei quali però solo i più sontuosi e quelli delle abitazioni della famiglia imperiale sono visitabili dal pubblico. Una parte degli spazi rimanenti sono affittati al comune. Il castello perciò non è vuoto ed è abitato costantemente come una volta.

#### Berglzimmer

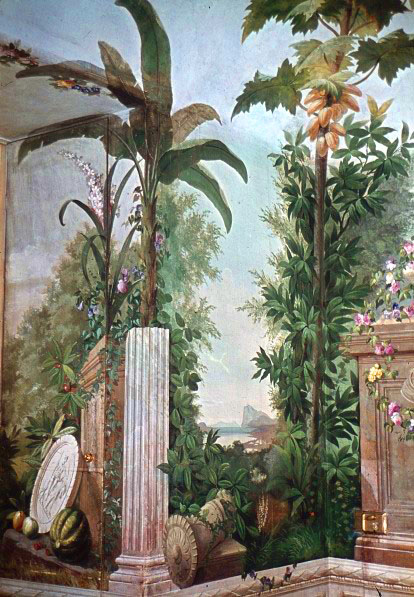
Paesaggi immaginari con piante e animali esotici negli appartamenti del principe della corona.

Al piano terra si trovano, fra gli altri, gli appartamenti privati della famiglia imperiale, le cosiddette Berglzimmer (Stanze di Bergl). Gli spazi furono decorati con gli affreschi di Johann Baptist Wenzel Bergl e del suo atelier negli anni 1770.
Bergl ricoprì tutte le pareti e i soffitti con paesaggi colorati, che erano affollati di animali e uccelli esotici. Questo mondo però non è incontaminato, bensì integrato di fantasie umane con pergolati, balaustre e vasi rococò. Gli affreschi di Bergl si fondano su approfonditi studi della natura, che forse sono stati utilizzati persino nel parco e nell'orangerie del castello. Le stanze, chiamate dal suo nome "stanze di Bergl", furono utilizzate da Maria Teresa, poiché erano più fresche di quelle del primo piano.
Gli affreschi si ricoprirono nel corso del tempo di grigio, ma nel 1891 furono ripuliti. Dal 1965 ne incominciò il restauro e dal 2008 furono messi a disposizione dei visitatori.
Gli appartamenti del principe della corona Rodolfo si trovano nella zona orientale e sudorientale. I sei locali nel 1864 furono allestiti per l'abitazione dell'allora principe della corona. Quattro di questi locali furono affrescati tra il 1774 e il 1778 da Bergl e dai suoi collaboratori con soggetti esotici.

#### Weißgoldzimmer
Nella parte sudorientale, al piano terra, si trovano quattro camere, le cui pareti e soffitti sono decorati con stucchi dorati di stile rococò. Queste decorazioni si trovano nella maggior parte dei locali di rappresentanza del castello. La stanza più grande è l'ex camera da ginnastica dell'imperatrice Elisabetta ed è lunga 13,80 metri, larga 7,85, con un'altezza di 4,70 m e una superficie di 108 m2. Un camino in marmo con un grosso specchio si trova al centro della parete nord, il pavimento è in parquet con disegno a losanghe nere, bianche e marrone l’Imperatrice usò questa immensa stanza per modellare il suo corpo già muscoloso ed esile siccome in un periodo di depressione curò molto il suo magnifico aspetto.
 Le rimanenti, più piccole, stanze sono arredate analogamente. Oggi queste stanze vengono utilizzate per particolari manifestazioni.

#### La Scala Blu

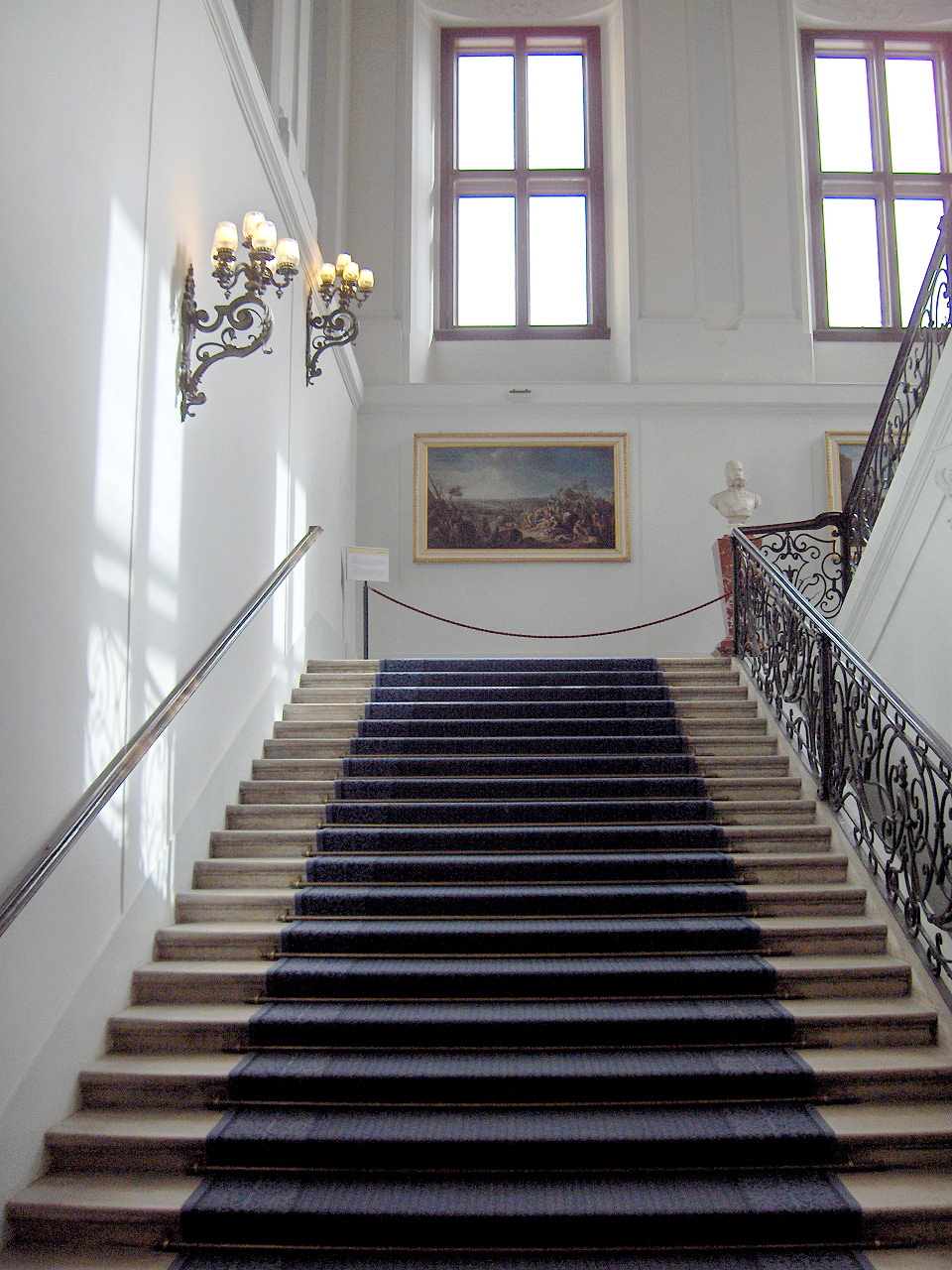
La Scala Blu.

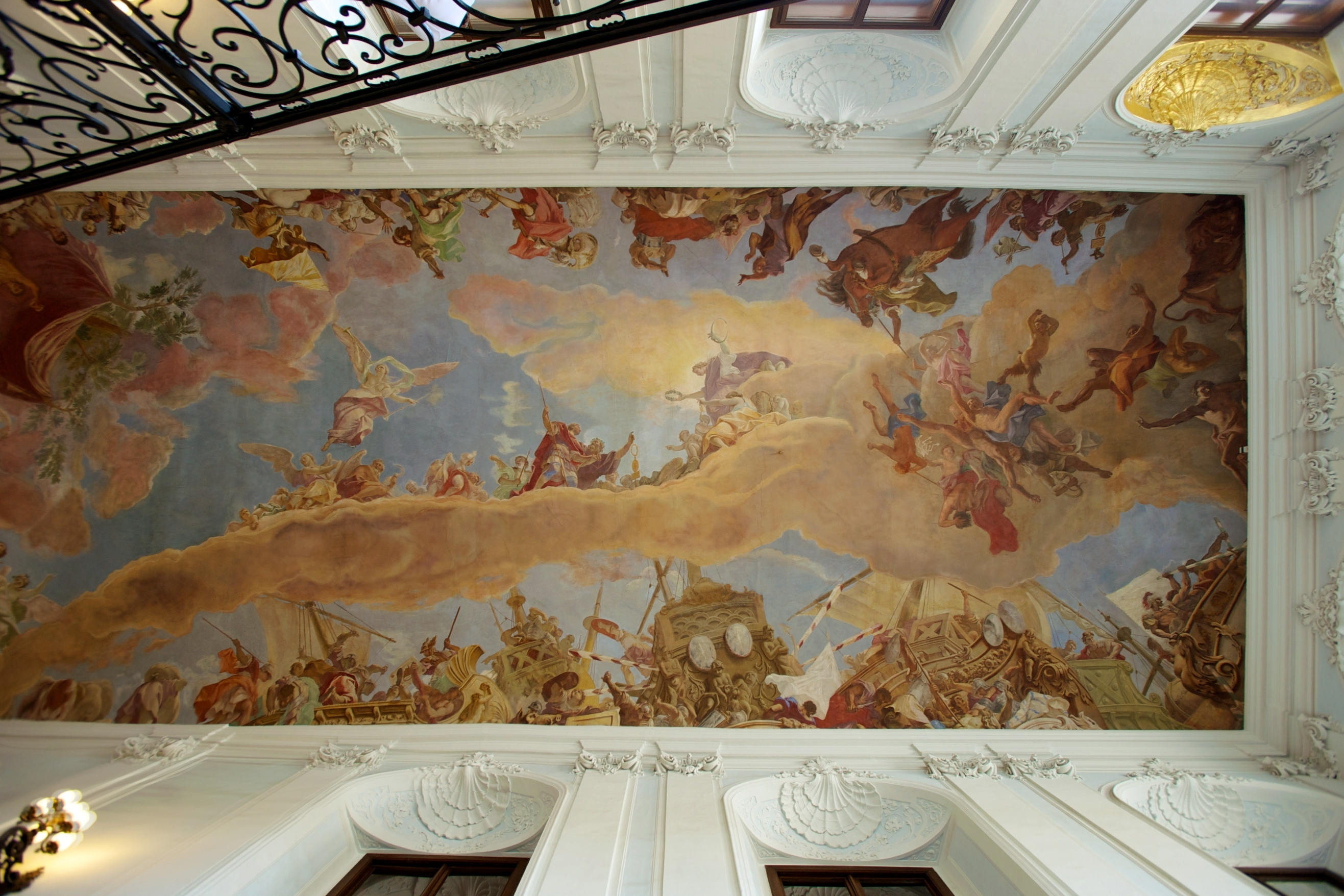
Affresco del soffitto, opera di Sebastiano Ricci.

La Scala Blu nell'ala ovest conduce dal piano terra al primo piano, dove si trovano prevalentemente locali per udienze e di rappresentanza. Un tappeto blu scuro si estende sui gradini di tutta la scala. Questo spazio è uno dei più antichi del palazzo e fungeva originariamente da sala da pranzo nell'ex castello di caccia dell'imperatore Giuseppe I, allora ancora erede al trono. Su incarico di Maria Teresa lo spazio venne ristrutturato verso il 1745 dall'architetto Nicolò Pacassi.
L'affresco del soffitto è l'originale della vecchia sala da pranzo e mostra l'esaltazione dell'erede al trono Giuseppe come valoroso condottiero, che infine riceve come vincitore la corona di alloro dinnanzi al trono dell'eternità. L'affresco è opera del pittore italiano Sebastiano Ricci e fu eseguita negli anni 1701/02. Non è tuttavia chiaro se il nome di Scala Blu provenga dal colore del cielo dell'affresco o da quello del tappeto.

#### Sala da biliardo

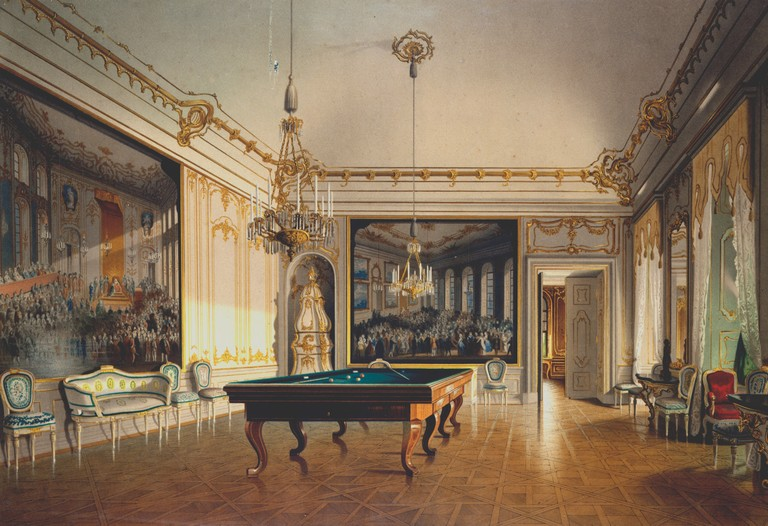
La sala da biliardo (nel 1860).

La sala da biliardo si trova all'inizio di una lunga sequenza di locali di udienza e privati di Francesco Giuseppe I. Le pareti sono bianche con stucchi dorati in stile rococò e un parquet decorato. Un camino bianco-giallo si trova nel lato nordest della sala, un orologio nell'angolo nordovest. L'odierno arredamento risale alla seconda metà del XIX secolo. Al centro si trova un grosso tavolo da biliardo in stile Biedermeier, già citato in inventario nel 1830.
Il locale fungeva da sala di attesa per ministri dell'impero, generali e ufficiali. Mentre essi attendevano il loro turno per l'udienza, potevano giocare a biliardo.
I grandi dipinti della sala sono cambiati nel tempo. Quelli attuali trattano dell'Ordine militare di Maria Teresa. Uno dei dipinti mostra il primo conferimento dell'Ordine nel 1758, e proviene dal laboratorio del pittore Martin van Meytens. L'altro dipinto, del 1857, è opera di Fritz L'Allemand e mostra l'imperatore Francesco Giuseppe sulla scala del giardino in occasione del centesimo anniversario dell'Ordine.

#### Kinderzimmer

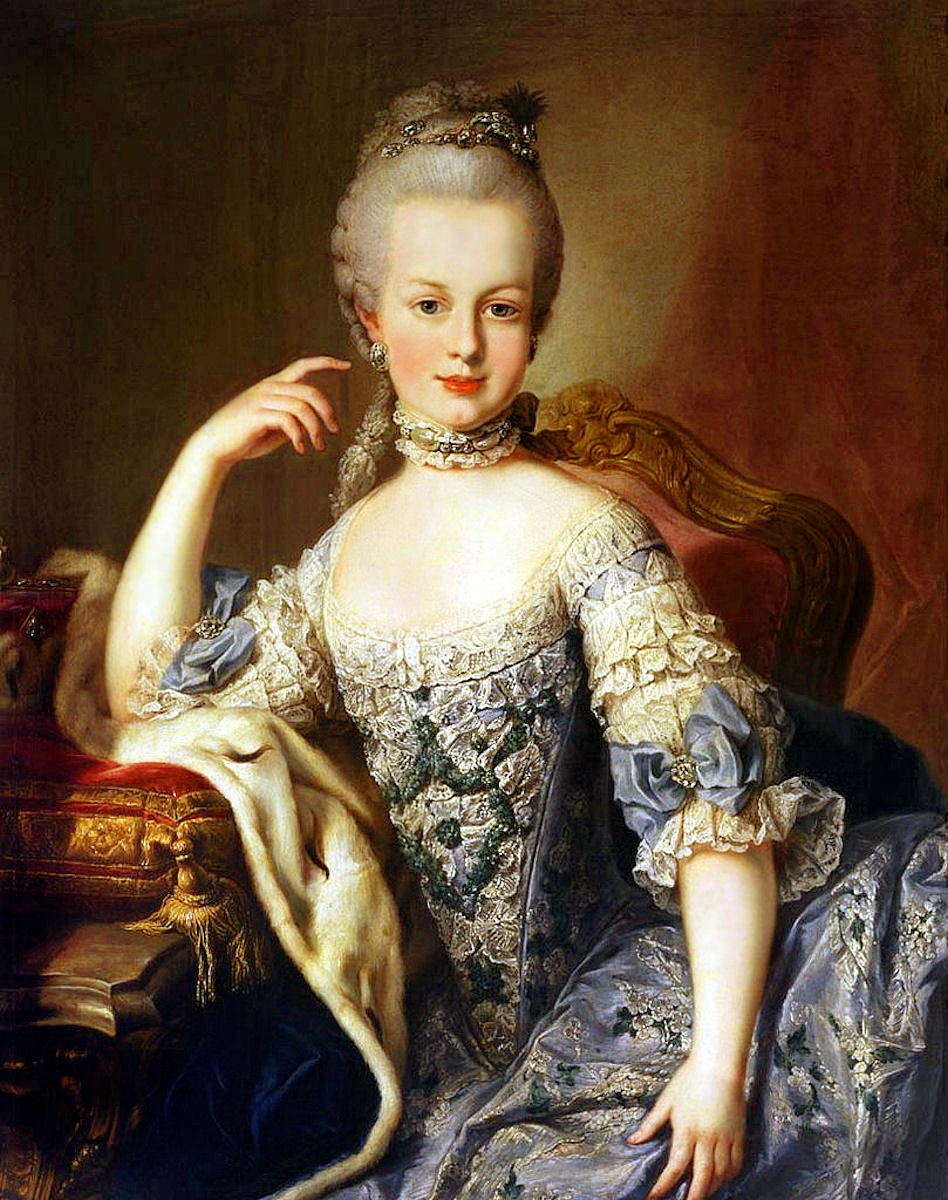
Ritratto dell'arciduchessa Maria Antonietta nella Camera dei bambini, opera del Maestro delle arciduchesse.

La cosiddetta "camera dei bambini" non si trova in questa stanza, ma effettivamente al piano terra o nel piano superiore del castello.
Essa è decorata con ritratti delle figlie di Maria Teresa. La maggior parte delle figlie furono maritate giovanissime per motivi politici. Sei ritratti nella stanza furono dipinti da pittore anonimo, denominato Maestro delle arciduchesse. I ritratti sono quelli delle arciduchesse:
- Maria Anna
- Maria Cristina
- Maria Elisabetta
- Maria Amalia
- Maria Carolina
- Maria Antonietta

Nella metà destra del locale vi è il ritratto di Maria Teresa a Witwentracht.
Sul lato destro si trova una camera da bagno, che fu realizzata nel 1917 per l'imperatrice Zita. Arredato e decorato con marmi, contiene una vasca da bagno, una doccia ed è fornito di acqua corrente calda e fredda.

#### Gabinetto per la prima colazione
Il gabinetto, che si trova nell'angolo sudovest, fu presumibilmente utilizzato come camera per la prima colazione dall'imperatrice Maria Giuseppa, seconda moglie dell'imperatore Giuseppe II.
Questo gabinetto è uno dei tanti esempi per i collaboratori personali della famiglia imperiale nell'arredamento del castello. Nei medaglioni vi sono aggiunte decorazioni che furono preparate dalla madre di Maria Teresa, Elisabetta Cristina. Ella cucì rimasugli di stoffa di Moiré in seta e li decorò con mazzetti di fiori e insetti.

#### Sala degli specchi

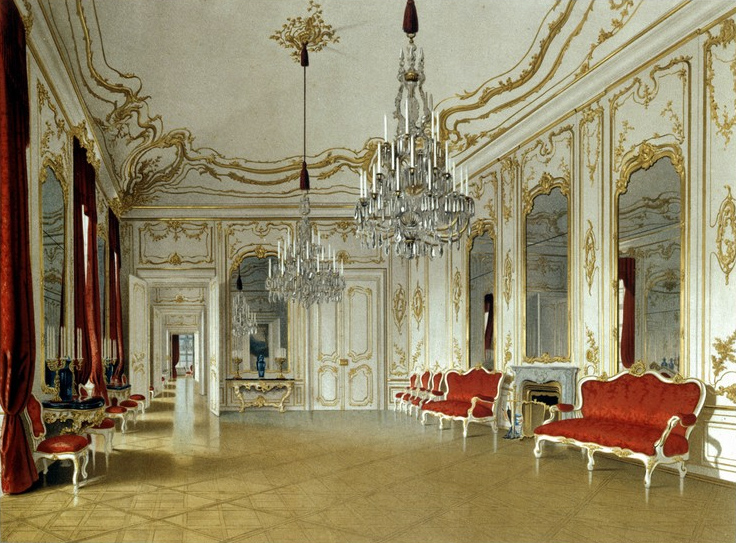
La sala degli specchi (situazione al 1860).

La camera degli specchi risale agli anni di Maria Teresa, ha pareti bianche con decorazioni di stucchi dorati in stile rococò, tendoni in velluto rosso con tendine bianche. I mobili rococò sono parimenti in legno bianco-dorato e le imbottiture ricoperte di velluto rosso. Elementi particolari sono i grossi specchi di cristallo (che danno il nome alla stanza) che riflettono l'un l'altro le immagini dando l'illusione di un'ampiezza del locale maggiore di quello che è. Un camino in marmo sta nel centro della parete nord. Due grossi lampadari pendono dal soffitto.
Presumibilmente ebbe luogo qui o nell'adiacente Stanza Rosa, il primo concerto del sedicenne Wolfgang Amadeus Mozart di fronte all'imperatrice Maria Teresa e alla sua corte. Testimoni oculari affermarono che alla fine il giovane Mozart sia balzato dal pianoforte dell'imperatrice al suo grembo e l'abbia baciata, con gran diletto della medesima. La sala degli specchi fu utilizzata anche come salone da ricevimento dall'imperatore Francesco Giuseppe I e dall'imperatrice Elisabetta.

#### Gran Galleria

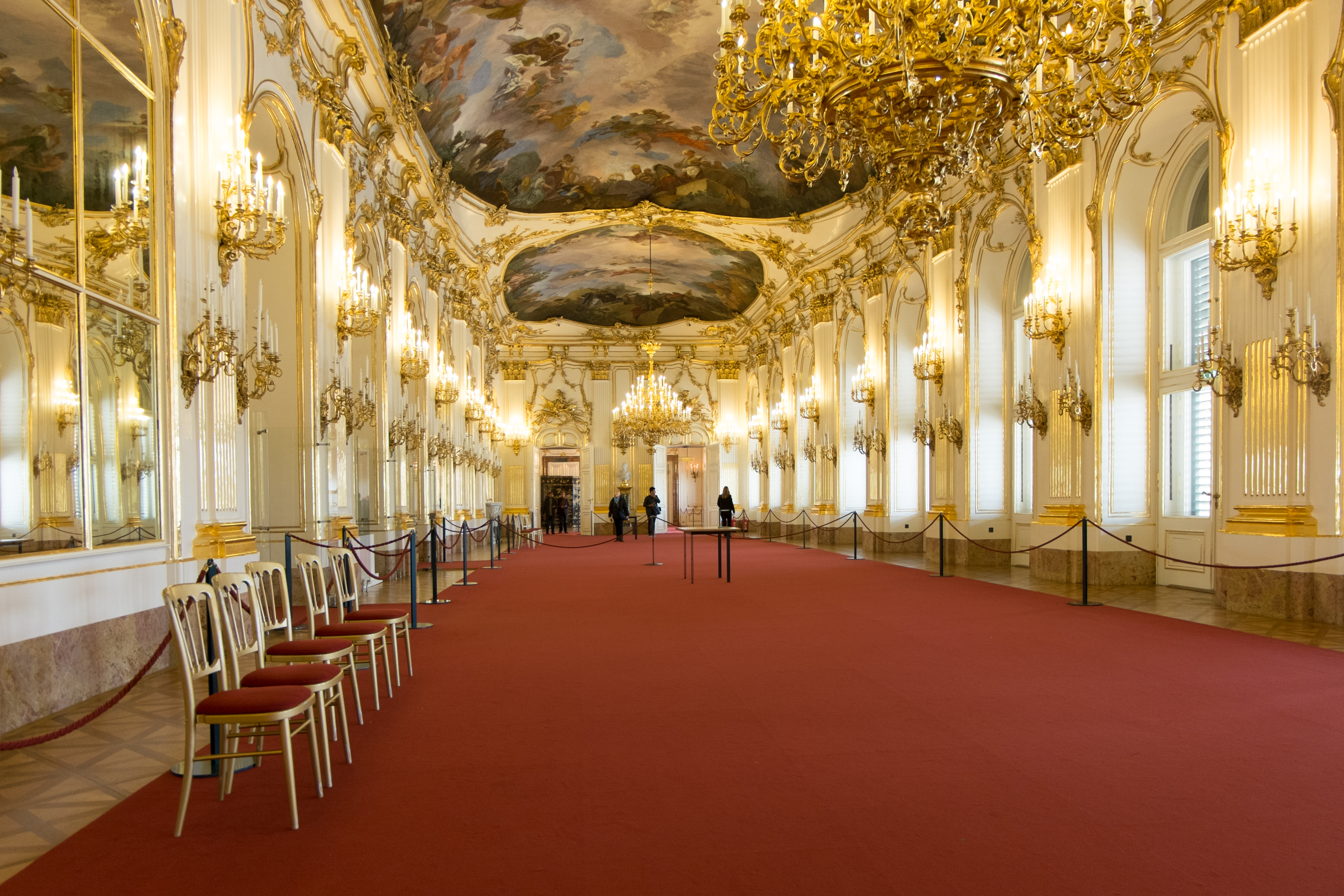
La Gran Galleria.

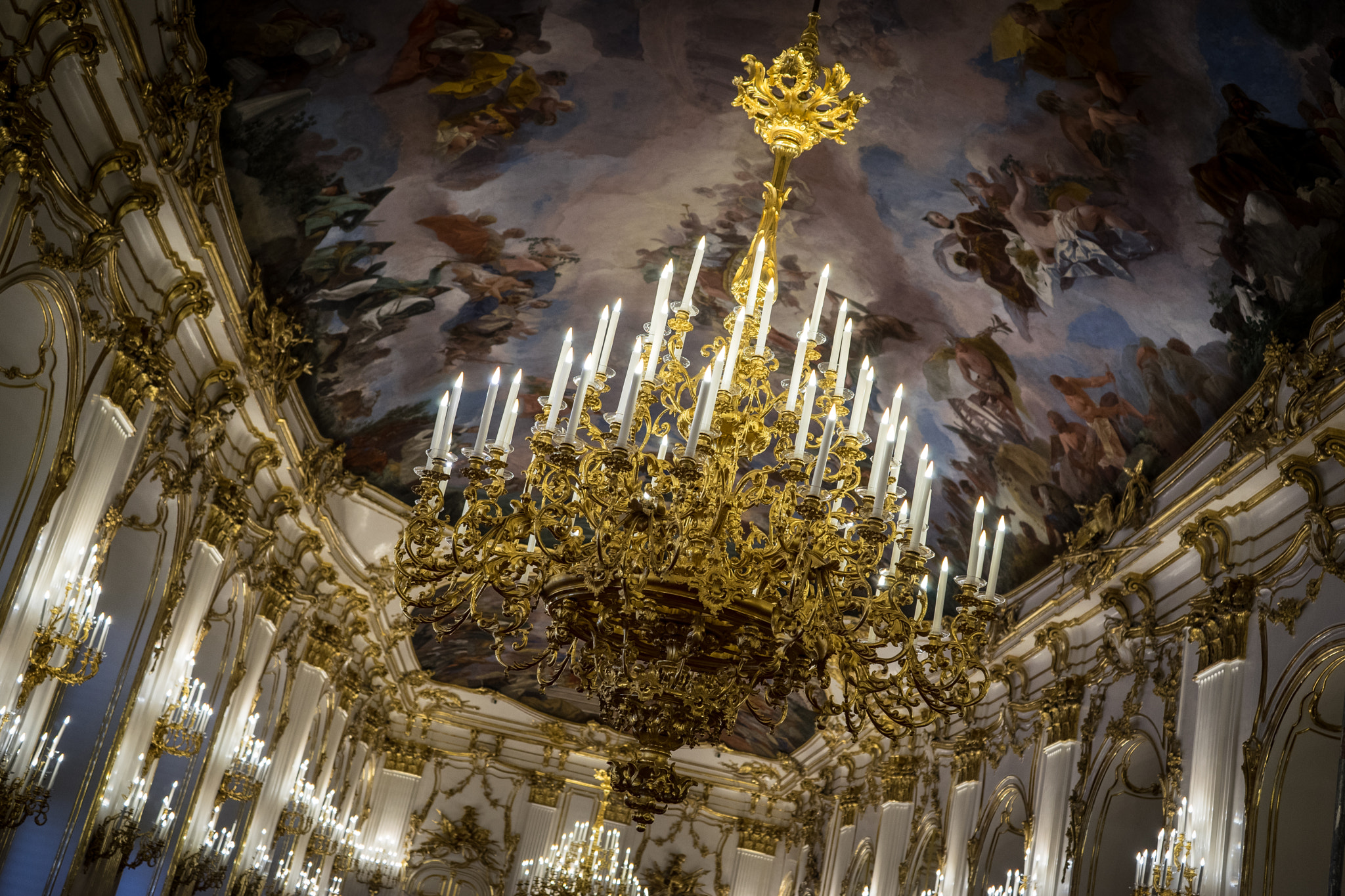
Particolare della Gran Galleria).

La Gran Galleria è il locale centrale dell'edificio del Castello. È lunga 43 metri, larga 10 metri e ha una superficie complessiva di circa 420 m². Essa veniva utilizzata prevalentemente per ricevimenti mondani, balli e come sala da pranzo per grandi banchetti. Il locale ha alte finestre che danno sul giardino con di fronte specchi di cristallo. Le pareti bianche sono decorate con stucchi dorati in stile rococò, il soffitto è ricoperto di grossi dipinti. Più di 60 lampade a parete dorate ornano le pareti e due pesanti lampadari illuminavano una volta il salone con le loro candele.
Il soffitto è ricoperto da tre grossi dipinti, opera del pittore italiano Gregorio Guglielmi. L'affresco centrale rappresenta il benessere della monarchia sotto il regno di Maria Teresa. Circondati dalle virtù personificate della signoria, troneggiano al centro Francesco Stefano e Maria Teresa. In questo gruppo centrale sono disposte le allegorie dei Paesi della corona con i loro rispettivi Regni.
Oltre a concerti e manifestazioni la Gran Galleria viene utilizzata oggi, come in precedenza, per ricevimenti di Stato. Nel 1961 ebbe luogo qui l'incontro tra il presidente degli Stati Uniti John F. Kennedy e il premier sovietico Nikita Sergeevič Chruščёv .
Nella primavera del 2010 ebbe inizio un restauro biennale di 1.400 m di pareti e soffitti e vide all'opera circa 15 esperti che provvidero a un costoso risanamento e restauro, che ammontò a 2,6 milioni di Euro.

#### Sala delle cerimonie

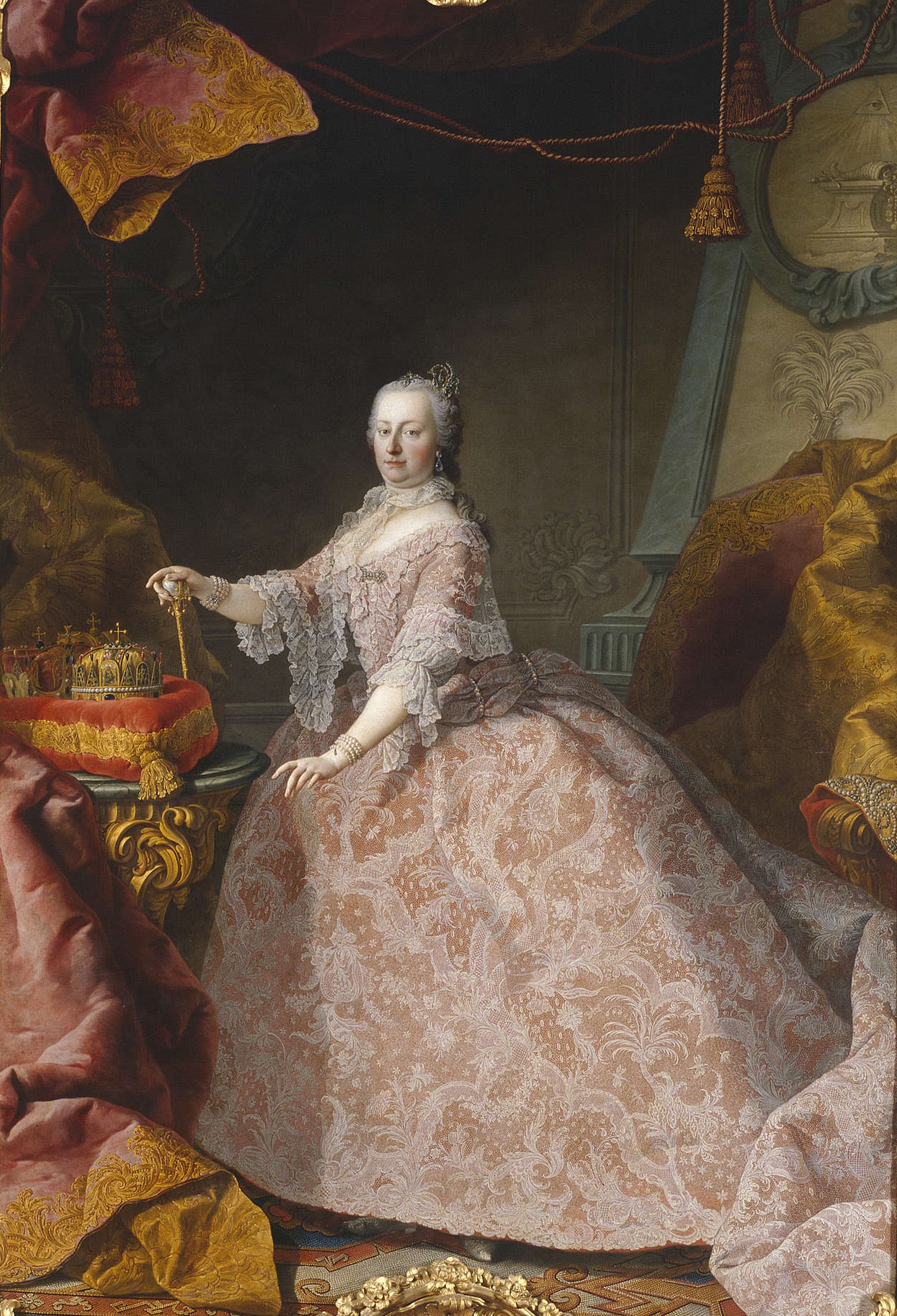
Il gran ritratto di Maria Teresa di Martin van Meytens nella Sala delle Cerimonie.

La Sala delle cerimonie fu utilizzata in primo luogo come anticamera degli appartamenti dell'imperatore Francesco Stefano. Qui si riunivano le famiglie imperiali per feste quali battesimi, onomastici, compleanni e per grandi pranzi di corte e per entrare nell'oratorio della Cappella del palazzo. Sei grandi dipinti sono gli elementi che caratterizzano questa sala e furono commissionati da Maria Teresa a Martin van Meytens e al suo atelier.
Cinque di questi dipinti hanno per soggetto le nozze tra l'erede al trono, e poi imperatore, Giuseppe II, con Isabella di Parma nel 1760. Il matrimonio non ebbe solo un risultato mondano ma soprattutto politico, che avrebbe dovuto migliorare i rapporti fra la casa degli Asburgo e quella francese dei Borboni.
Il ciclo di dipinti è ordinato cronologicamente, i singoli dipinti mostrano i punti salienti della festa di nozze. Il primo e grande dipinto rappresenta il festoso ingresso della principessa dal castello del Belvedere alla Corte. Un interminabile corteo di carrozze, vetture, cavalieri si snoda attraverso l'arco di trionfo in direzione dell'Hofburg.
Gli altri dipinti mostrano le nozze nell'Augustinerkirche, la successiva tavola nella Sala dei Cavalieri e il pranzo di nozze come la conclusiva serenata nella Redoutensaal dell'Hofburg. 
Van Meytens dipinse i lavori, le persone e i loro abiti con un tale realismo nei dettagli, che è possibile un'identificazione individuale. Nel dipinto della Redoutensaal si può persino supporre che nell'angolo destro, in basso, sia rappresentato il piccolo Mozart.
Nel centro della parete est, tra i dipinti delle nozze in chiesa e la serenata nella Redoutensaal, si trova un grosso ritratto di Maria Teresa. Esso la rappresenta in piedi come "la prima dama d'Europa" in un costoso vestito in merletto del Brabante a un tavolo sul quale si trovano quattro corone su un cuscino di velluto con nappe dorate. La sua mano destra è posata su uno scettro, la sinistra indica le corone del suo titolo: la Corona del Sacro Romano Impero, la boema Corona di San Venceslao, la ungarica Corona di Santo Stefano e l'austriaco Tocco arciducale.

#### Camera delle antiche lacche

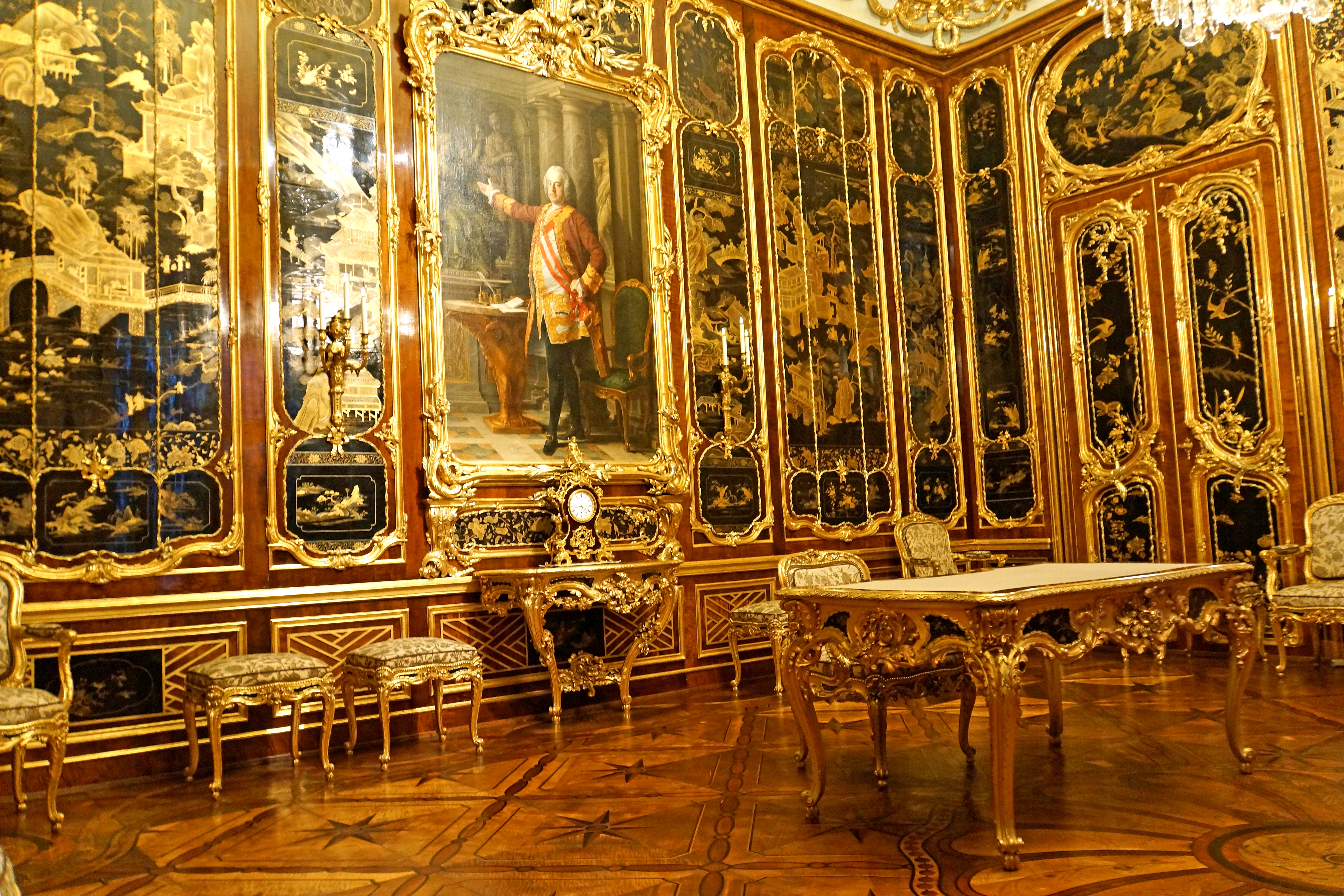
Camera delle antiche lacche con il ritratto di Francesco I del Batoni.

L'ex stanza di lavoro dell'imperatore Francesco I si chiama Stanza delle Vecchie Lacche. Dopo la sua morte, avvenuta nel 1765, la vedova Maria Teresa lasciò intatta questa stanza come luogo di memoria.
La camera è rivestita dal pavimento al soffitto di legno di noce. Tra le tavole di noce vi sono inserite tavole nere di lacca di Pechino, dotate di cornici dorate. Inoltre vi sono tre ritratti, uno dei quali, al centro, rappresenta l'imperatore Francesco I e fu realizzato nel 1769, quattro anni dopo la sua morte, dal pittore Pompeo Batoni. Al lato destro si trova il ritratto dell'imperatore Giuseppe II e del fratello minore, il granduca Leopoldo I di Toscana, divenuto poi imperatore con il nome di Leopoldo II. Anche questo dipinto è opera di Pompeo Batoni.
Le tavole di lacca facevano originariamente parte di un paravento cinese, che furono segate in parti singole per usarle come decorazioni alle pareti. Durante questa operazione nacquero delle crepe, che con il tempo si ampliarono. Le parti singole vennero adattate alle esigenze estetiche della camera, non secondo l'ordine originale cinese. Umidità e oscillazioni della temperatura attaccarono nel corso del tempo la lacca, i raggi ultravioletti sbiadirono le superfici dorate. Le crepe e le superfici furono più volte riparate, ma un restauro completo ebbe inizio solo nel 2002 e durò tre anni. L'ultimo restauro precedente fu fatto nel 1872, quando il castello fu ripulito per l'Esposizione mondiale. Per il restauro furono smontate 138 grosse tavole delle pareti e 84 piccole e smontati stipiti e montanti delle porte e dopo il restauro rimontate. Vecchi rappezzi e riparazioni errate furono rimosse o a regola d'arte per riottenere l'originale aspetto. Per proteggere meglio in futuro le tavole la camera viene permanentemente schermata alla luce diurna e illuminata con luci elettriche smorzate.
L'originale paravento mostra scene reali e di fantasia dei paesaggi cinesi. Si riconoscono motivi con mari, rocce, padiglioni e monti sui quali riposano santi e geni, come anche palazzi e scene di caccia e dei tempi antichi della nobiltà cinese con la sua servitù. Fortuna e ricchezza o fugacità e immortalità sono simbolizzati da motivi di animali, frutti e fiori.

#### Camera di Napoleone
Quando nel 1805 e nel 1809 Napoleone occupò Vienna, utilizzò il Castello come suo quartier generale. Durante questo periodo egli utilizzò verosimilmente questo locale come camera da letto. Con il suo matrimonio con l'arciduchessa Maria Luisa, figlia dell'imperatore Francesco II, nel 1810, venne siglata la pace fra i due regni.
Da questo matrimonio nacque il figlio Napoleone Francesco Bonaparte, che successivamente dal nonno Francesco II fu nominato duca di Reichstadt. Dopo la sconfitta e l'abdicazione di Napoleone, Maria Luisa portò il figlio di due anni a Vienna. Qui egli crebbe alla corte viennese, protetto dal nonno. Come prediletto dal nonno, condivise il suo interesse per la botanica.
Il giovane duca morì in questa stanza nel 1832, all'età di 21 anni, di tubercolosi. Nel locale si trova la sua maschera mortuaria e una cappellaccia, che era il suo animale preferito.

#### Camera delle porcellane

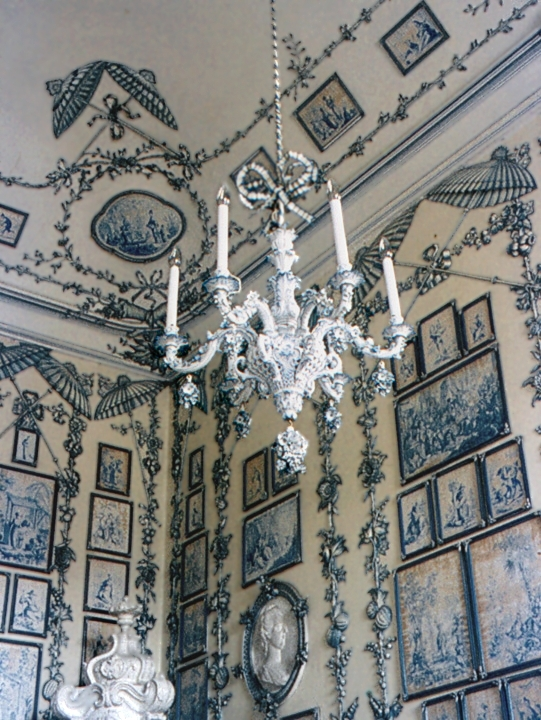
Lampadario nella camera delle porcellane.

La camera delle porcellane fu usata da Maria Teresa come camera di lavoro e di svago. Il colore bianco e blu, con cornice intagliata in legno, imita la porcellana e riveste l'intero locale fino al tetto. I progetti per la decorazione sono probabilmente attribuibili alla nuora di Maria Teresa, Isabella di Parma. 213 disegni a inchiostro di china sono aggiunti nella cornice. Essi risalgono all'imperatore Francesco I e a uno dei suoi figli e furono eseguiti secondo modelli di François Boucher e di Jean-Baptiste Pillement.
A dispetto del nome, l'unico oggetto in porcellana della stanza è il lampadario.

#### Camera dei milioni
La Camera dei milioni è una delle più preziose dell'intero castello. Indicata originariamente come Feketin-Kabinett, deve il suo nome a causa del costoso rivestimento in palissandro.
Incastonate in 60 cartigli rococò vi sono miniature indo-persiane, che mostrano scene della vita privata e di corte dell'impero Moghul nell'India del XVI e del XVII secolo.
Per adattare le miniature alla forme asimmetriche dei cartigli, i fogli singoli dei membri della famiglia imperiale furono tagliati e ricomposti con una specie di collage in nuove immagini. Il lampadario è un'opera del 1760 in bronzo, decorata con fiori a smalto. Il busto dietro il sofà mostra la più giovane figlia di Maria Teresa, Maria Antonietta, futura regina di Francia. Da entrambi i lati del locale vi sono specchi di cristallo che si fronteggiano e che riflettono le rispettive immagini fino a dar l'illusione di un locale di dimensioni infinite.

#### Gabinetto delle miniature
Accanto alla camera dei milioni si trova il gabinetto delle miniature. Le pareti di questo piccolo locale sono arredate con una quantità di piccoli e in parte firmati quadri, che risalgono al consorte e ai figli di Maria Teresa. Pareti e soffitto sono decorati con stucchi barocchi, il pavimento a parquet presenta un modello a losanga in tre tipi di legno. Nel centro dei bianchi merletti, che risalgono ai tempi di Francesco Giuseppe I, si trova l'aquila bicipite imperiale.

#### Salone dei Gobelin
Sulle pareti del locale sono appesi arazzi di Bruxelles del XVIII secolo, detti Gobelin, che mostrano scene di mercati e di porti. Il più grosso, posto in centro, rappresenta il porto di Anversa. Anversa fu un tempo parte dei Paesi Bassi austriaci. Le sei poltrone sono ugualmente ricoperte di fodere a tappezzeria che mostrano i dodici mesi dell'anno con i relativi segni dello zodiaco.
Infine il salone fu utilizzato dall'arciduchessa Sofia, madre dell'imperatore Francesco Giuseppe, come salone del proprio appartamento. Dopo la morte dell'arciduchessa il locale ebbe l'attuale arredamento nel 1873 in occasione dell'Esposizione mondiale di Vienna di quell'anno.

#### Scrittoio dell'arciduchessa Sofia
Originariamente il locale fungeva da biblioteca. Dietro i tavolati, che erano mobili, si trovavano gli scaffali per i libri. Nel XIX secolo il locale fu arredato come scrittoio per la madre dell'imperatore, l'arciduchessa Sofia, divenendo così parte degli appartamenti dei genitori dell'imperatore Francesco Giuseppe.

#### Salone Rosso

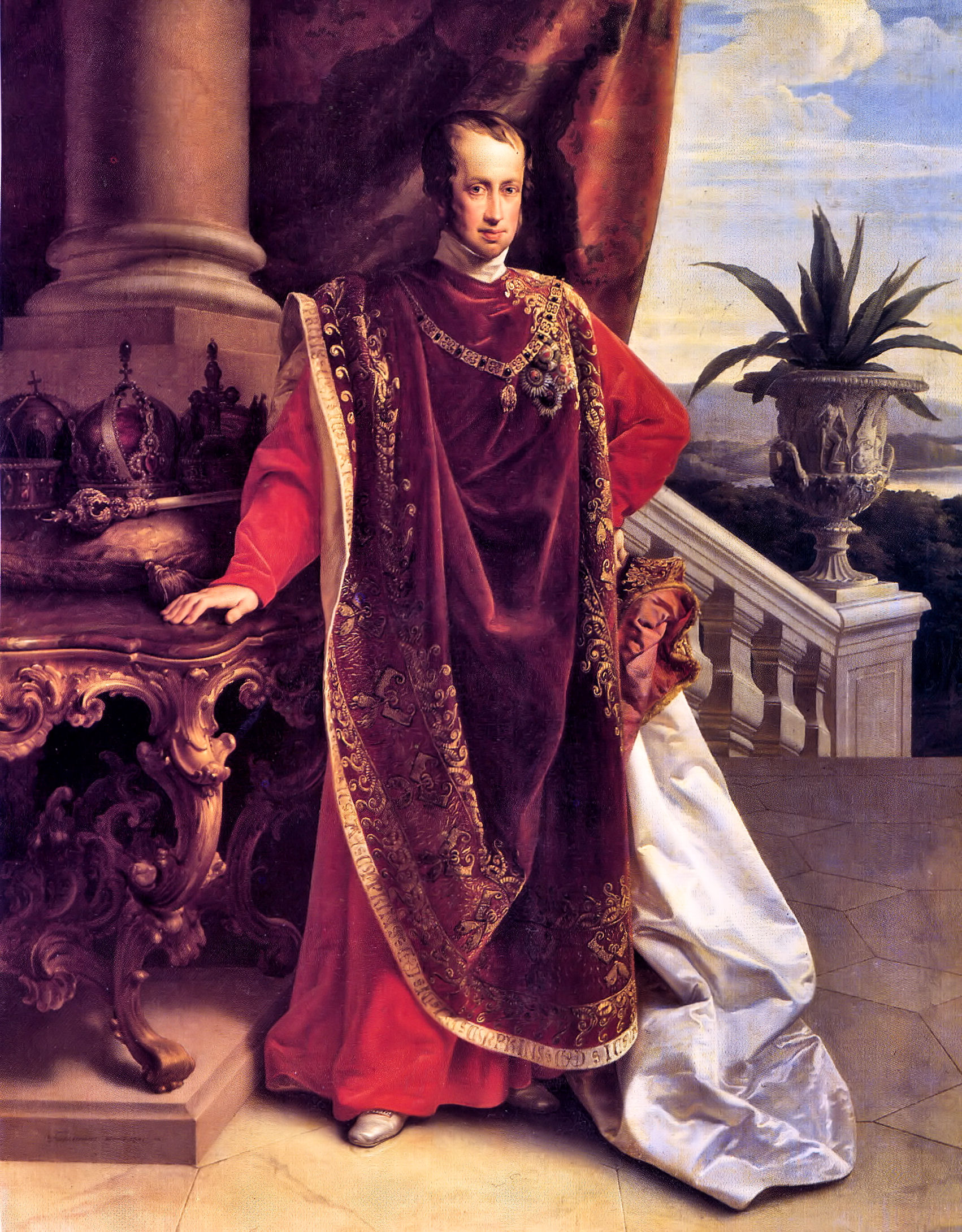
Ritratto dell'imperatore Ferdinando I, dipinto nel Salone Rosso da Leopold Kupelwieser.

Il Salone Rosso si chiama così per il colore della tappezzeria in seta alle pareti e per il colore delle tende in velluto e seta. Anche il tappeto è della medesima tonalità.
Nel Salone si trovano numerosi ritratti di stato degli imperatori asburgici in pianeta dell'Ordine del Toson d'oro, fra i quali Leopoldo II e suo figlio e successore Francesco II, Ferdinando V e la consorte Maria Anna di Savoia. I ritratti doppi di Ferdinando e dell'imperatrice Maria Anna sono opera di Leopold Kupelwieser.

#### Teatro del castello
A destra nella zona dell'ingresso della corte si trova anche un teatro, costruito nel 1745 e aperto già nel 1747.

## Suitedel castello di Schönbrunn
La Suite del Castello di Schönbrunnwurde fu aperta nella primavera del 2014 ed è gestita dalla catena alberghiera Austria Trend Hotels. Essa si trova nel tratto est del fabbricato principale. Si estende per 167 metri quadrati e offre posto per quattro persone. Contiene due camere da letto, due bagni, un salone da soggiorno, una sala da pranzo e una cucina, che sono arredati in stile impero, compresi i letti a baldacchino e gli stucchi. Il servizio è fornito dal vicino Parkhotel Schönbrunn, anch'esso gestito dalla stessa catena alberghiera.

## Il parco

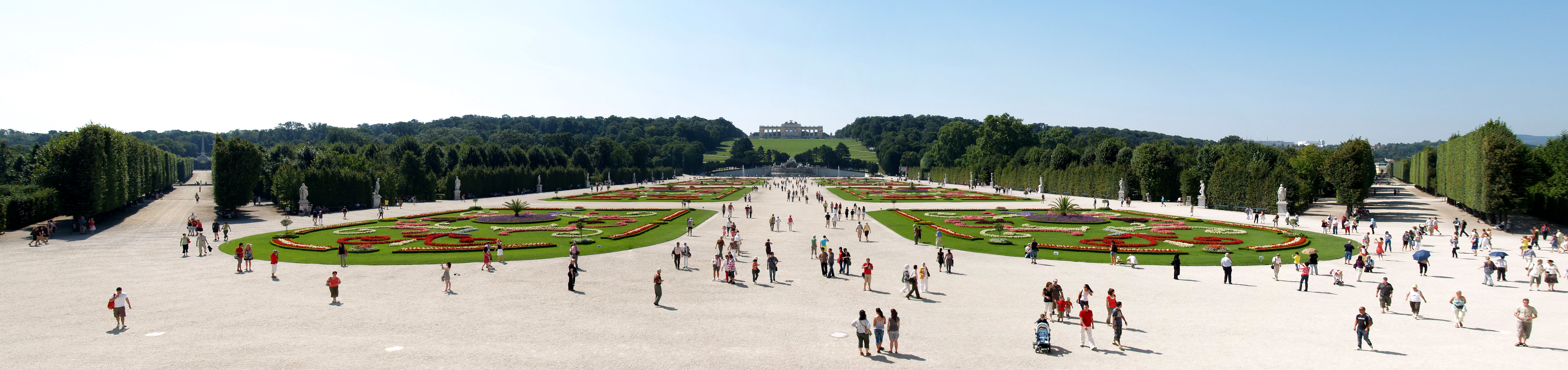
I giardini del castello

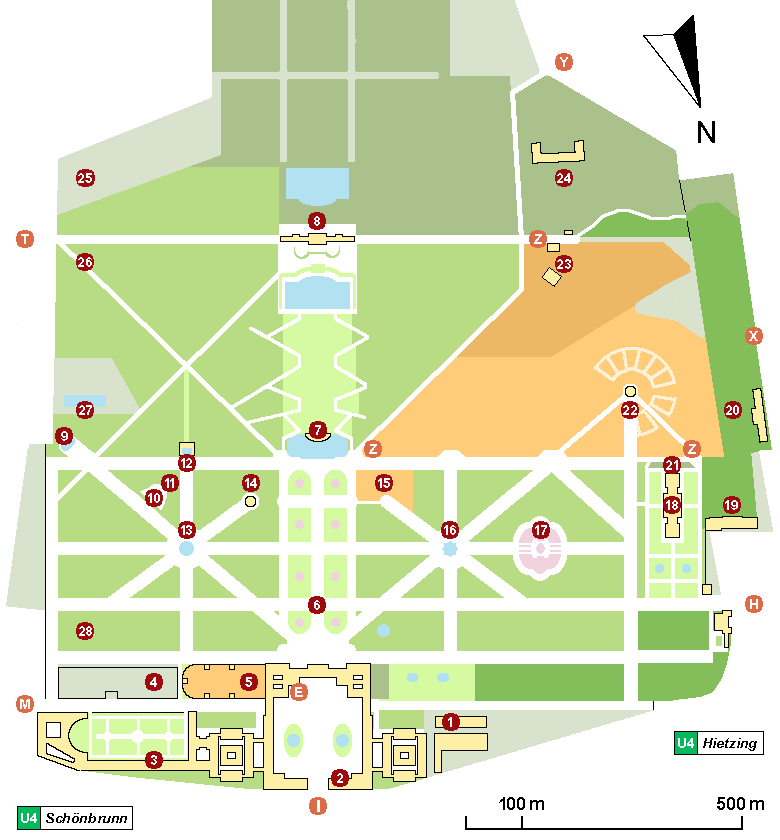
Mappa che illustra il palazzo e i giardini di Schönbrunn

Il palazzo di Schönbrunn e il suo parco sono elementi inscindibili l'uno dall'altro. Il parco, ampio e variegato, si presenta in stile barocco alla francese e venne progettato da Jean-Nicolas Jadot e Adrian von Steckhoven sotto la direzione dell'imperatrice Maria Teresa. Un primo progetto del parco venne stilato da Fischer von Erlach, ma questo decadde entro breve in quanto il progetto non si accomodava alla grande area da riempire e alle molteplici possibilità artistiche che si presentavano.
Il progetto venne attuato dal 1695 su progetto di Jean-Nicolas Jadot (già allievo di Le Notre, giardiniere del Re di Francia a Versailles), e venne costruito in anticipo sulla struttura stessa del palazzo per dar tempo alle piante di crescere e il cantiere fu in attività sino al 1699. Tale progetto comprendeva probabilmente due soli parterre laterali al grande viale che ancora oggi attraversa il parco.
Con Maria Teresa, i cambiamenti al palazzo si riflessero anche sul giardino e già dal 1750, i due parterre laterali vennero allargati sino alle dimensioni attuali. La trasformazione del progetto venne anche fortemente voluta dall'imperatore Francesco Stefano il quale, tra il 1752 e il 1753, vi fece erigere tra gli altri uno zoo, oltre a un prezioso giardino botanico. Egli si servì dell'olandese Adrian van Steckhoven e del suo assistente Richard van der Schot per la costruzione del nuovo giardino. Nel 1755 venne terminata la costruzione dell'Orangerie.
Come si è già accennato, fu poi Maria Teresa a commissionare la costruzione della Gloriette in fondo al giardino, sette anni dopo la morte del marito e nel medesimo tempo venne anche costruita la grande fontana di Nettuno che ancora oggi troneggia in fondo al viale centrale del grande parco.
All'epoca neoclassica, sempre nel XVIII secolo, risalgono invece la fontana dell'Obelisco (1777) e la rovina (1778) di chiaro gusto d'epoca.
Fu l'imperatore Giuseppe II a disporre l'accesso al pubblico ai giardini imperiali, con grande dispiacere dell'aristocrazia che si trovava a dover passeggiare nei giardini con la popolazione comune, anche se il palazzo divenne un importante luogo di aggregazione per la popolazione viennese.
Dalla fine della monarchia anche il palazzo è amministrato dalle dipendenze dello stato.

### LaGloriette

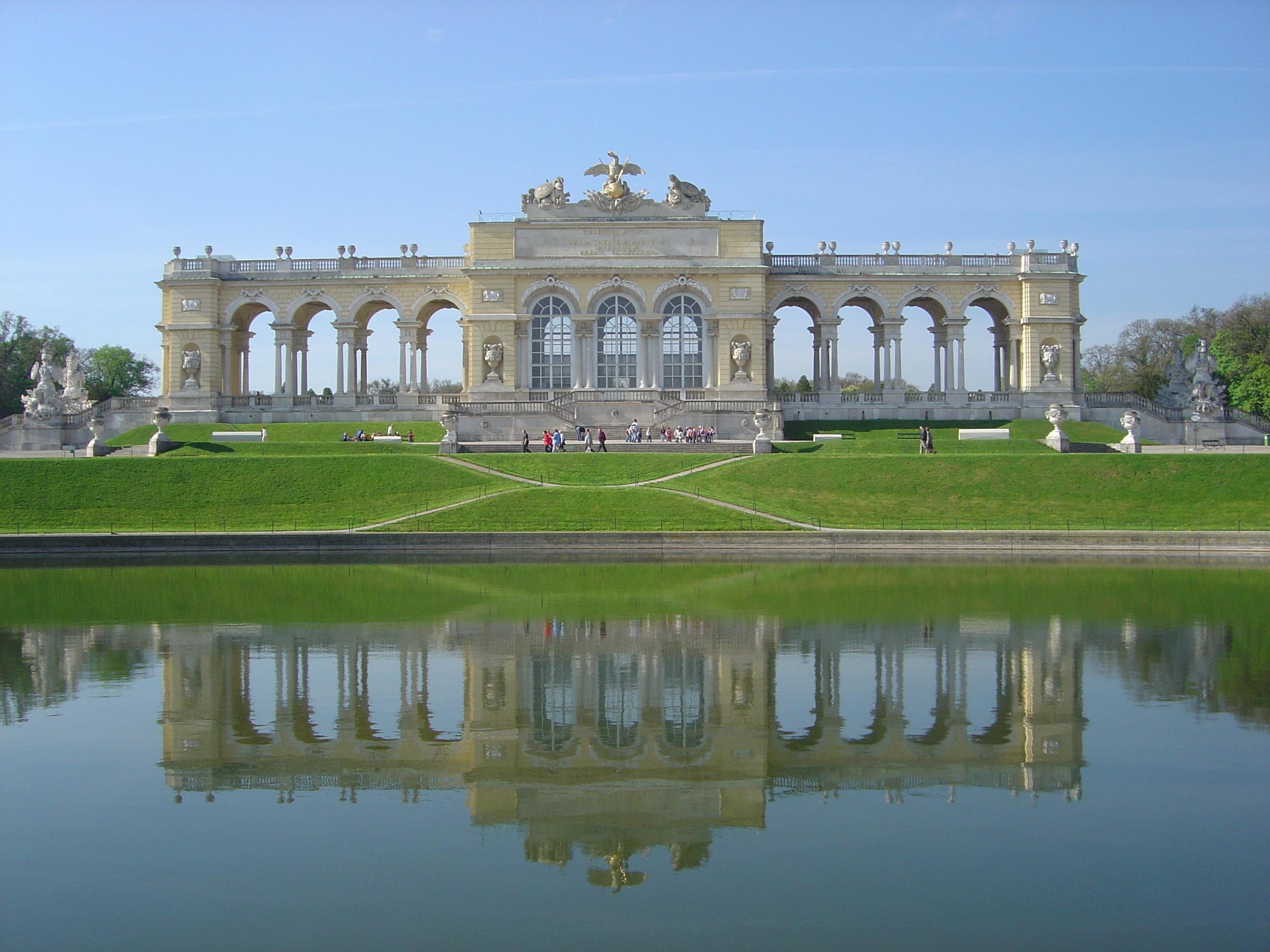
La Gloriette.

La Gloriette fu eretta nel 1775 come ultimo fabbricato del parco del castello di Schönbrunn, secondo il progetto dell'architetto Johann Ferdinand Hetzendorf von Hohenberg, come "Tempio della fama" e principale attrazione del parco e fu costruita sul punto panoramico più alto del giardino. 
Costituito da un corpo centrale massiccio con tre grosse finestrature ad arco, affiancato ai lati da due doppi colonnati, che delimitano una galleria, costituiti ciascuno da tre colonne che sorreggono altrettanti archi (i due archi estremi poggiano da un lato su un breve corpo laterale), i quali a loro volta sostengono un tetto piano che funge da piattaforma panoramica, con vista su Vienna, è un monumento dedicato alla guerra giusta, che ha portato alla pace. Con la successione al trono di Maria Teresa riguardò prima la guerra di successione austriaca e poi la guerra dei sette anni.

### Il Grande Parterre

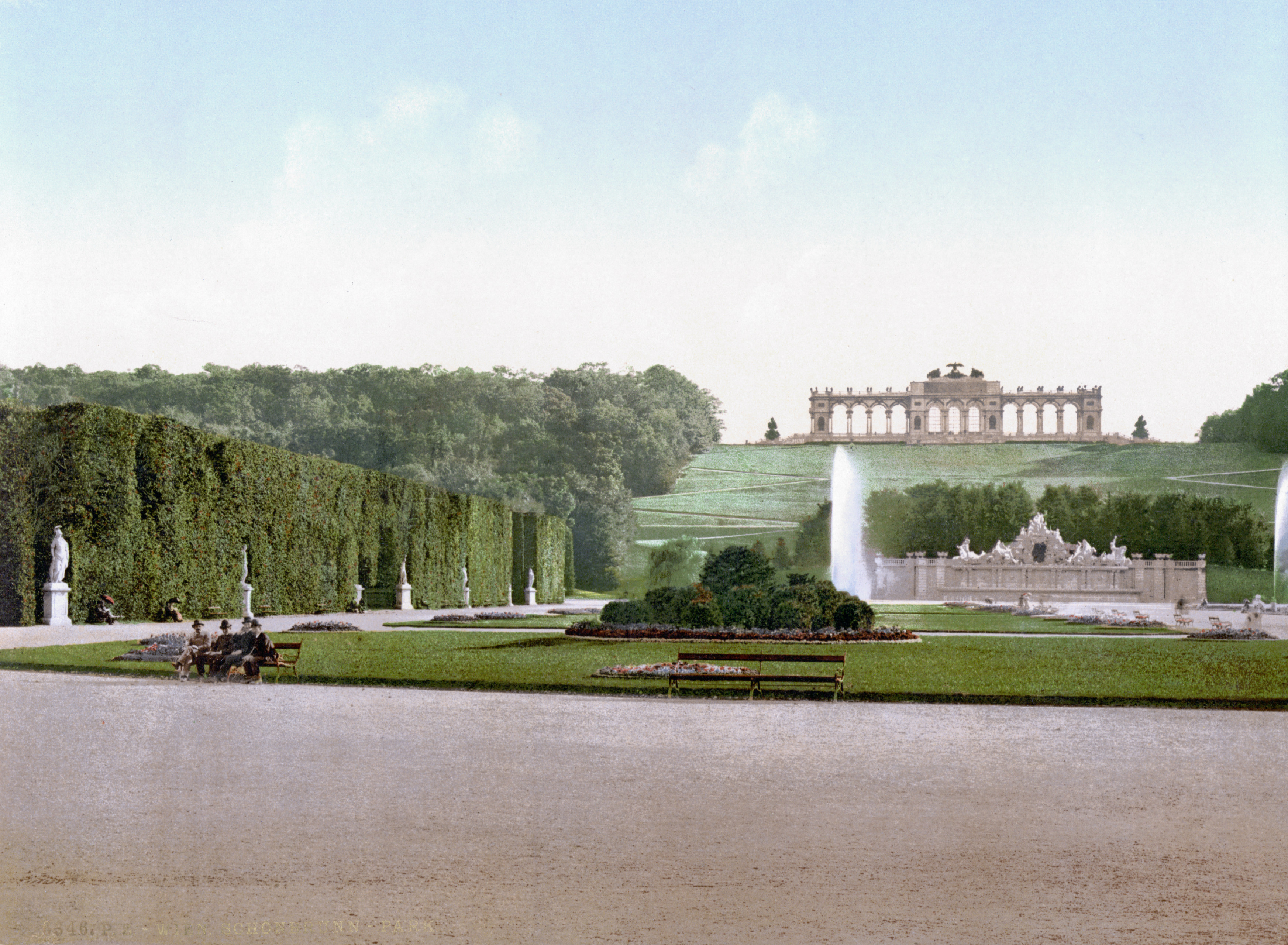
Il Grande Parterre (1900 c.). Sullo sfondo la Gloriette.

L'area al centro del giardino forma il Grande Parterre, che venne realizzato attorno al 1780.
Questa parte del giardino venne realizzata come una grande spianata di prato con delle aiuole con fiori coloratissimi, affiancate sui lati da una lunga fila di alberi con 32 grandi statue, in gran parte progettate da Johann Christian Wilhelm Beyer e sono ispirate alla storia greca e romana con divinità o personaggi famosi dell'età antica.

### La fontana di Nettuno

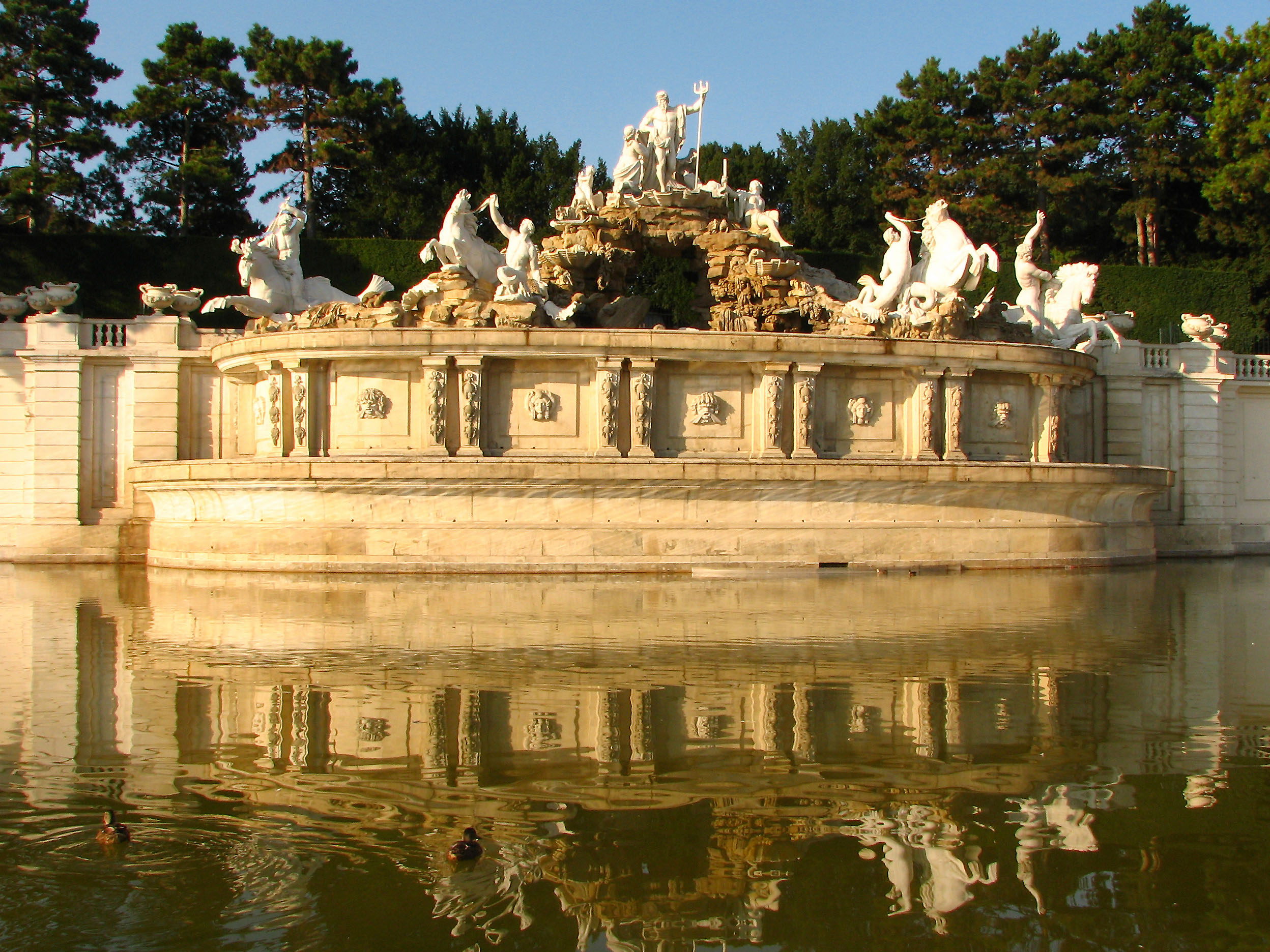
La fontana di Nettuno.

Ai piedi della collina della Gloriette, in fondo al Grande Parterre e al viale che conduce attraverso di esso, si trova la fontana di Nettuno (Neptunbrunnen), che chiude lo stesso parterre e che consente una visuale più armonica nell'elevarsi della collina retrostante.
La fontana venne eretta su progetto di Johann Ferdinand Hetzendorf von Hohenberg in soli quattro anni, poco prima della morte di Maria Teresa, e rappresenta Nettuno che governa le acque, attorniato da altre divinità marine tipiche della tradizione classica.

### Le rovine romane

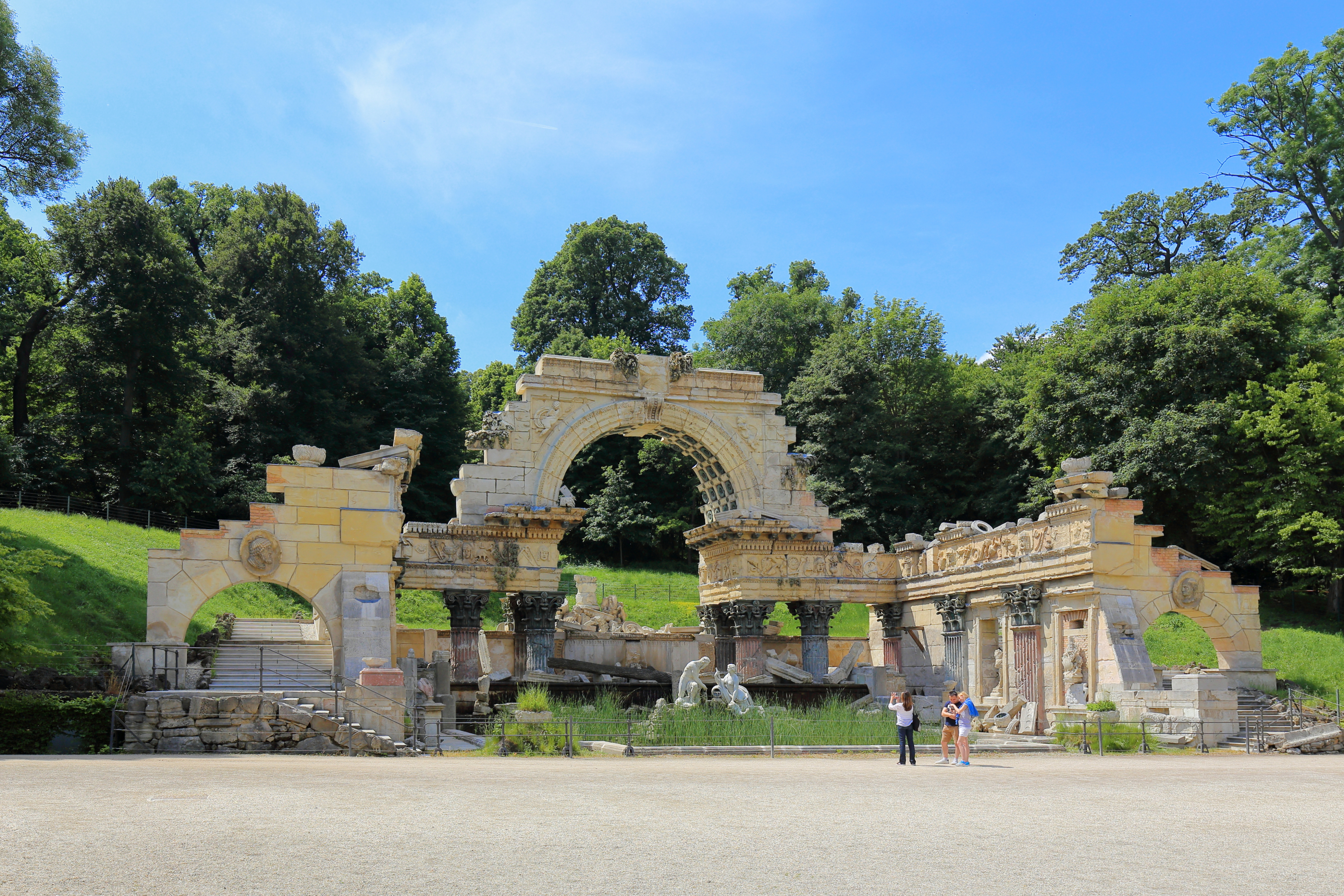
Le rovine romane.

Nel 1778, in linea con gli orientamenti del neoclassicismo e su ispirazione del Piranesi, venne eretto un complesso di finte rovine romane che rappresentavano le terme di Tito e Vespasiano, anche se in un primo momento ottennero il più caratteristico nome di "Rovine di Cartagine".
L'area consiste in un anfiteatro che copre una fontana di forma rettangolare che aumenta ancora di più l'impressione di trovarsi catapultati in una vera struttura di epoca romana. Al centro della fontana si trova un gruppo di statue creato dal Beyer che rappresentano le divinità della Moldava e dell'Elba, poste su un isolotto artificiale.
Sullo sfondo si coglie d'infilata un grande viale sul quale si trova una statua di Ercole. Si sa dai progetti che qui probabilmente era stata progettata una cascata che però non venne mai realizzata per l'eccessivo flusso di acqua richiesto e per le troppe spese di esecuzione.
Il legame con l'Impero Romano non solo conveniva al gusto dell'epoca, ma segnava anche un'autorità superiore trasmessasi dai romani agli Asburgo attraverso il Sacro Romano Impero che questi ultimi reggevano quasi ininterrottamente dall'epoca rinascimentale.

### La fontana dell'Obelisco

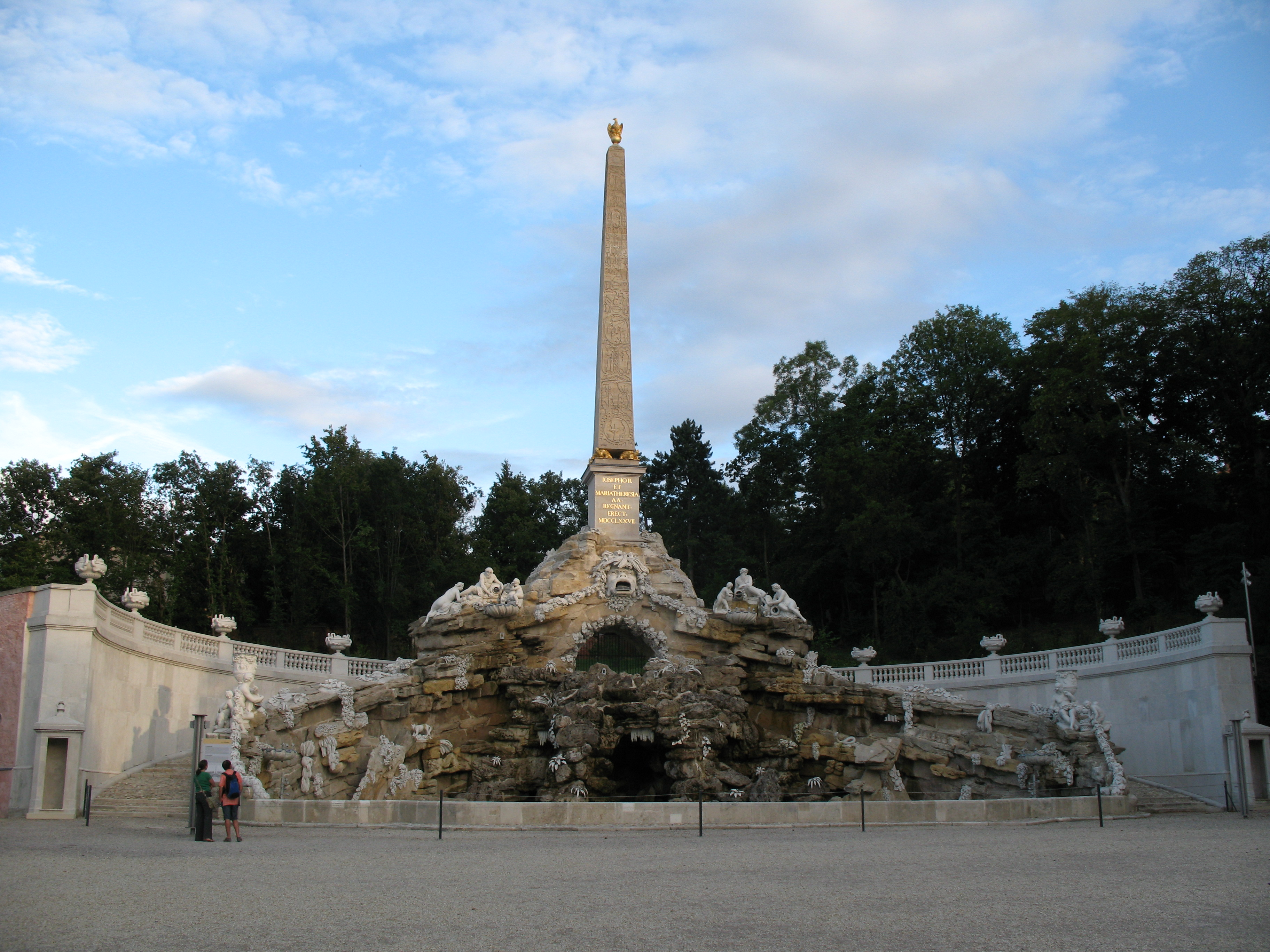
La fontana dell'Obelisco.

La fontana dell'Obelisco, di chiara ispirazione neoclassica, venne progettata e conclusa nel 1777, come ricorda un'iscrizione alla sua base.
Essa è costituita da una grotta artificiale che si eleva dalla vasca d'acqua sottostante ed è popolata di divinità fluviali. Alla sommità della grotta si trova invece un obelisco sostenuto da quattro tartarughe dorate. L'obelisco era considerato simbolo di assoluta stabilità e nell'antico Egitto simboleggiava le pure qualità del Faraone e l'espressione della continuità della casata regnante. I geroglifici incisi sulla struttura sono inni a glorificazione della famiglia regnante anche se all'epoca essi non erano ancora stati decifrati e si può perciò pensare a una copiatura.

### La Bella Fonte

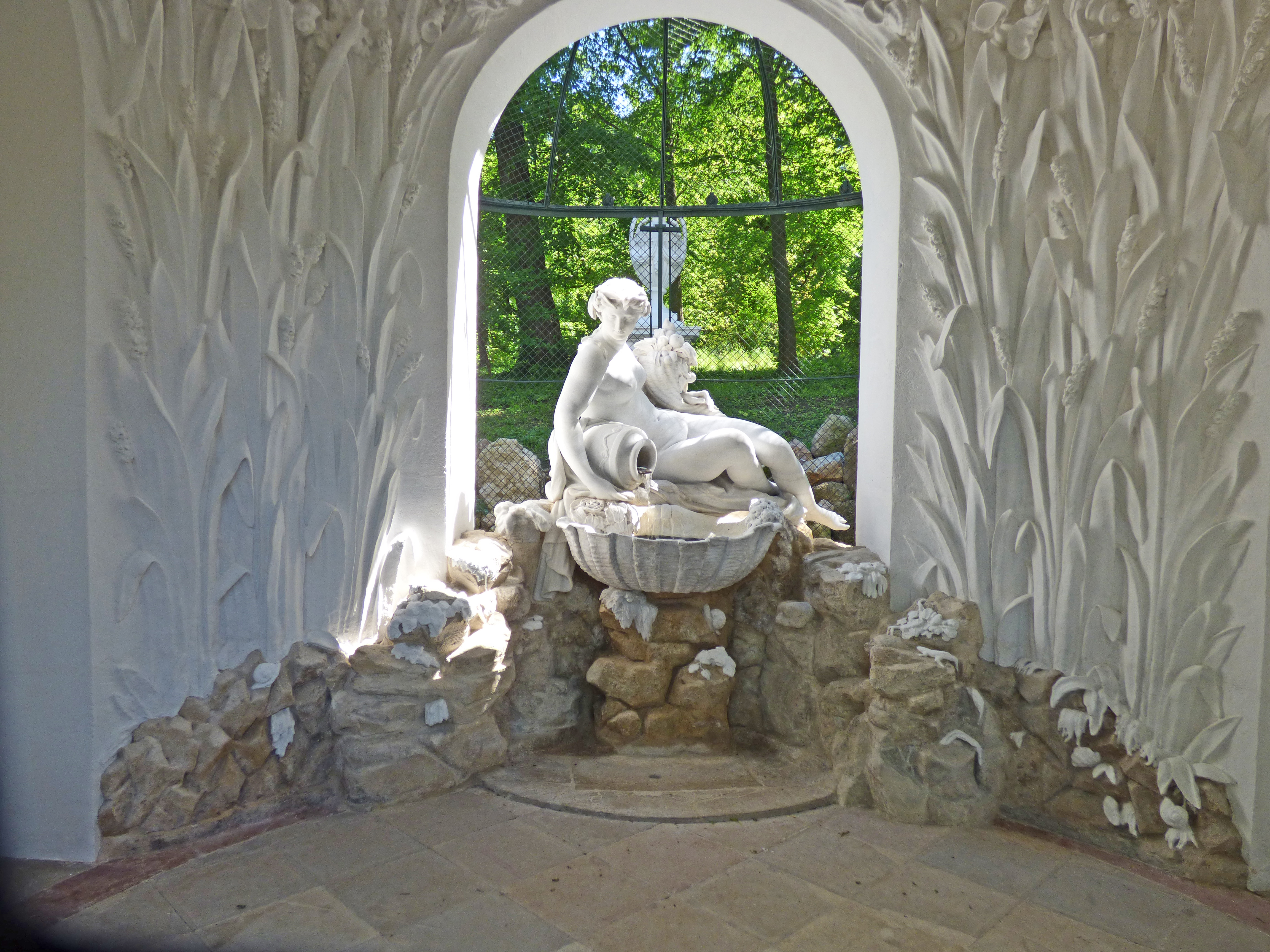
La Bella Fonte.

È questa una delle fontane più suggestive e cariche di storia di tutto il parco del castello viennese. Come da tradizione, fu questa la fonte scoperta dall'imperatore Mattia che diede il via poi alla costruzione stabile di una primitiva residenza di caccia che fu la base per la costruzione dell'attuale palazzo imperiale.
L'antica struttura posta a protezione della fonte, venne rimpiazzata nel 1771 dalla costruzione di una nuova fontana al coperto su progetto di Canevale. Essa ha la forma di un padiglione che culmina in un'abside finestrato ove si trova una statua rappresentante la divinità della Ninfa Egeria dalla cui cornucopia sgorga l'acqua della fonte antica. La statua venne eseguita da Wilhelm Beyer e venne posta in loco nel 1780. Le mura sono coperte da decorazioni a stucco rappresentanti delle piante lacustri e giuncheti a rilievo.

### La voliera

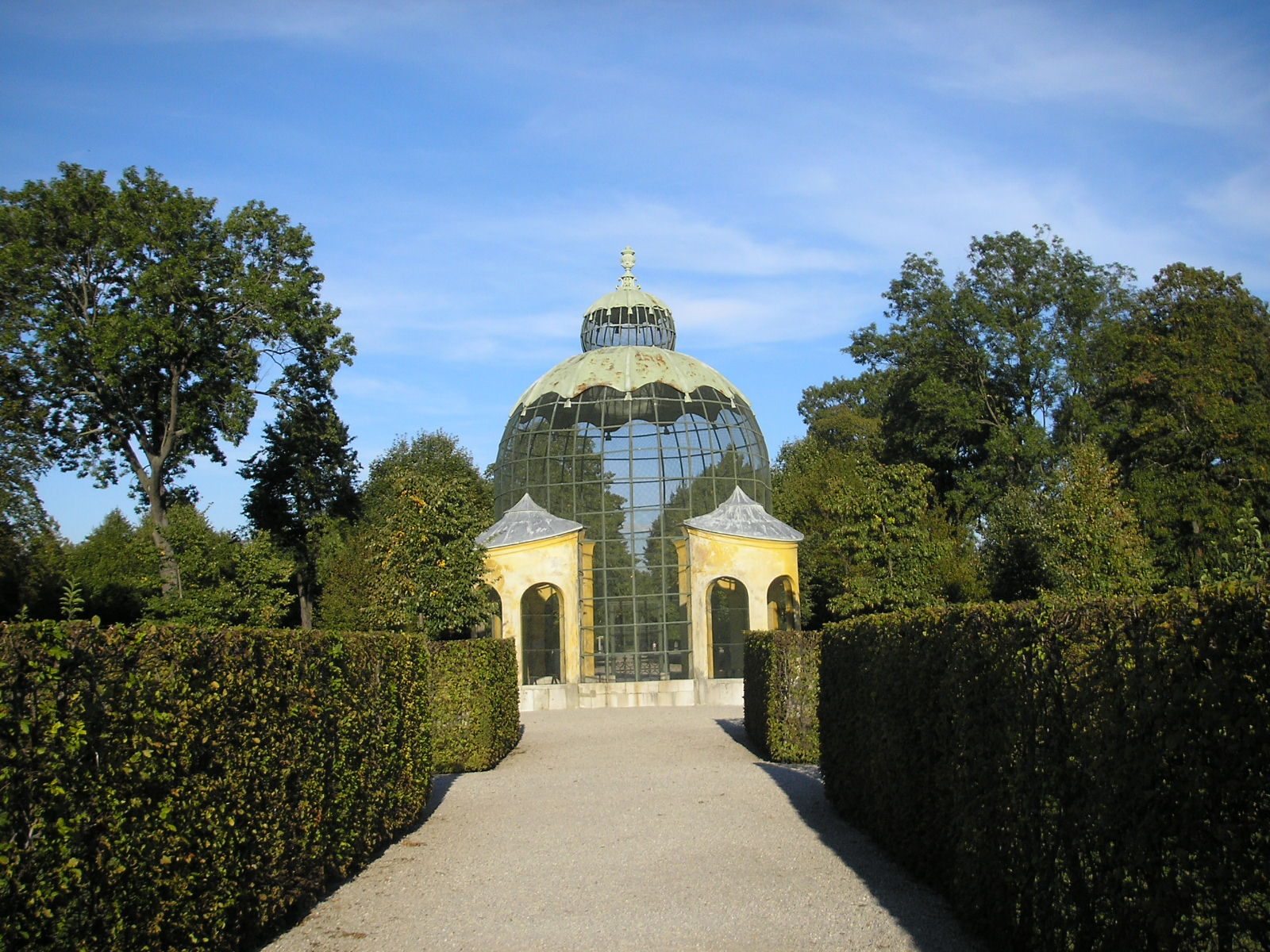
La voliera.

La voliera venne costruita attorno al 1750. Essa è costituita da una struttura di grandi dimensioni, con una conclusione tipicamente barocca e un tetto in rame che termina con una piccola lanterna. All'ariosa struttura di rete circolare, vennero aggiunte quattro nicchie di mattoni di modo da servire da riparo notturno per gli uccelli della voliera stessa.
Il sistema di vialetti che conduce alla struttura, venne invece realizzato attorno al 1760 quando si svilupparono dei percorsi radianti tutto attorno alla voliera. I viali sono delimitati con una siepe squadrata.

### La serra delle palme

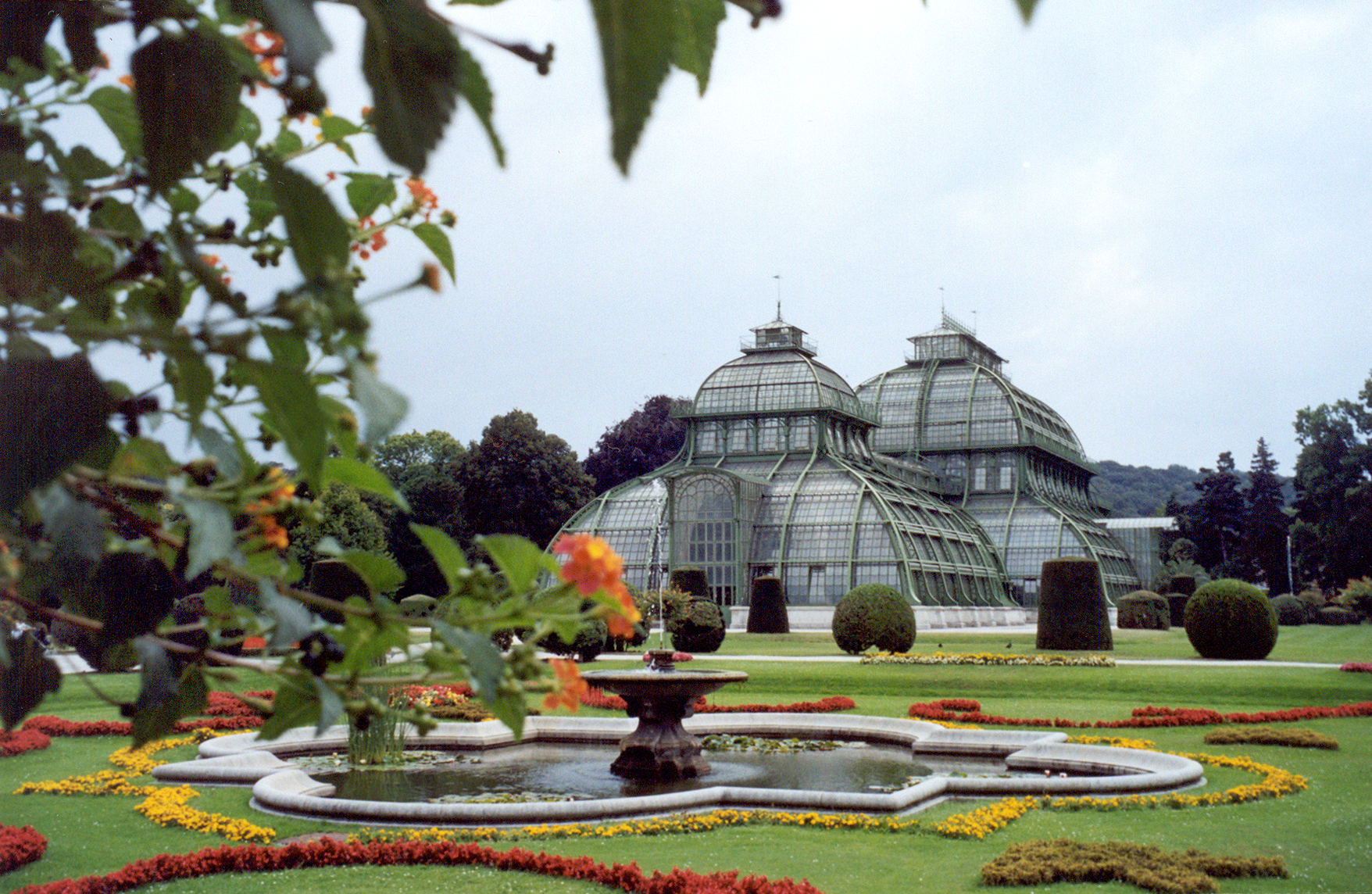
La serra delle palme

Altra attrazione di rilievo nel parco del palazzo è la serra delle palme o la "Casa delle palme". Essa venne costruita per volere dell'imperatore Francesco Giuseppe I nel 1880 su commissione all'architetto Franz Xaver Segenschmid in modo d'accomodare la grande collezione della famiglia imperiale di piante esotiche, che veniva aperta periodicamente ma che doveva necessariamente stare in una serra di protezione. La struttura venne terminata nel 1883 con un'altezza 25 metri e una larghezza di 28, facendo di essa una delle più imponenti serre d'Europa. Attualmente essa accoglie circa 4.500 specie di piante differenti, di cui solo una parte sono impiantate direttamente nel terreno, mentre le altre si trovano in vasi che possono essere trasportati all'esterno durante i periodi estivi.

### La casa del tramonto

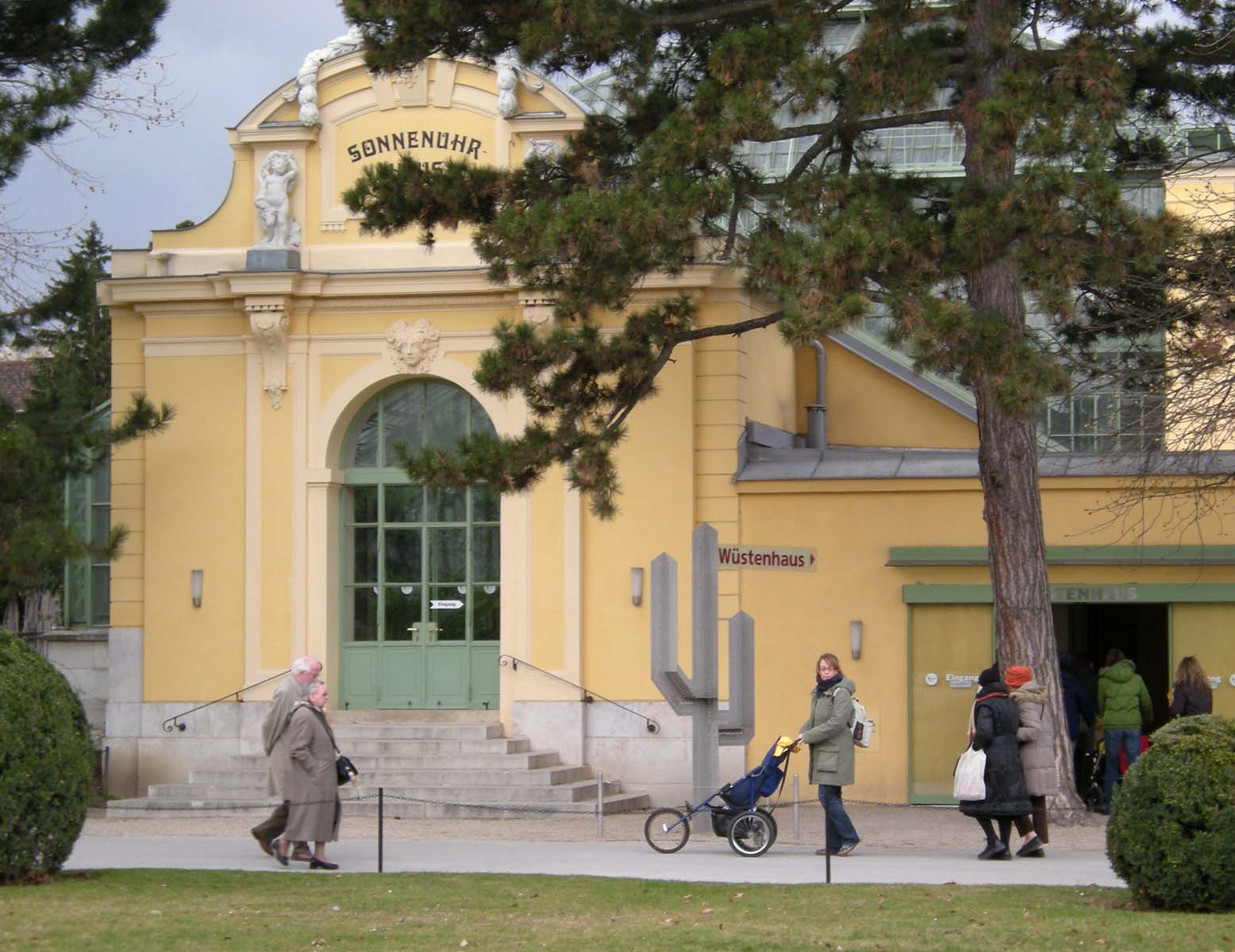
La casa del tramonto.

La struttura della cosiddetta "Casa del Tramonto" venne realizzata nel 1904 riprendendo lo stile antico del castello. Essa venne eseguita come una grande orangerie su progetto di Alfons Custodis per volere di Francesco Giuseppe I, in modo da ospitare nuove essenze floreali e piante giunte dall'Australia e dal Sudafrica, oltre che dal Nord America.

### Il labirinto

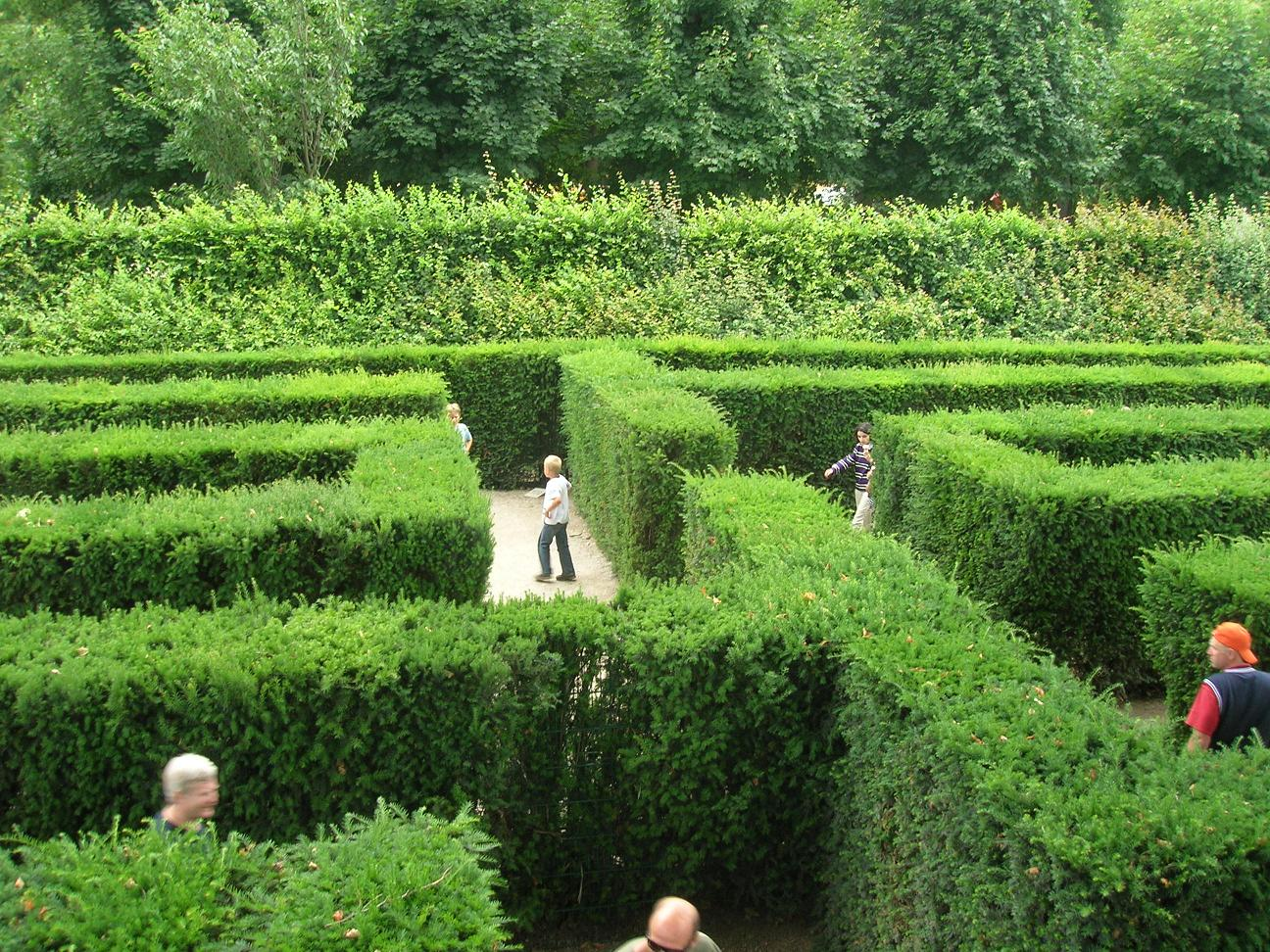
Il "Labirinto classico".

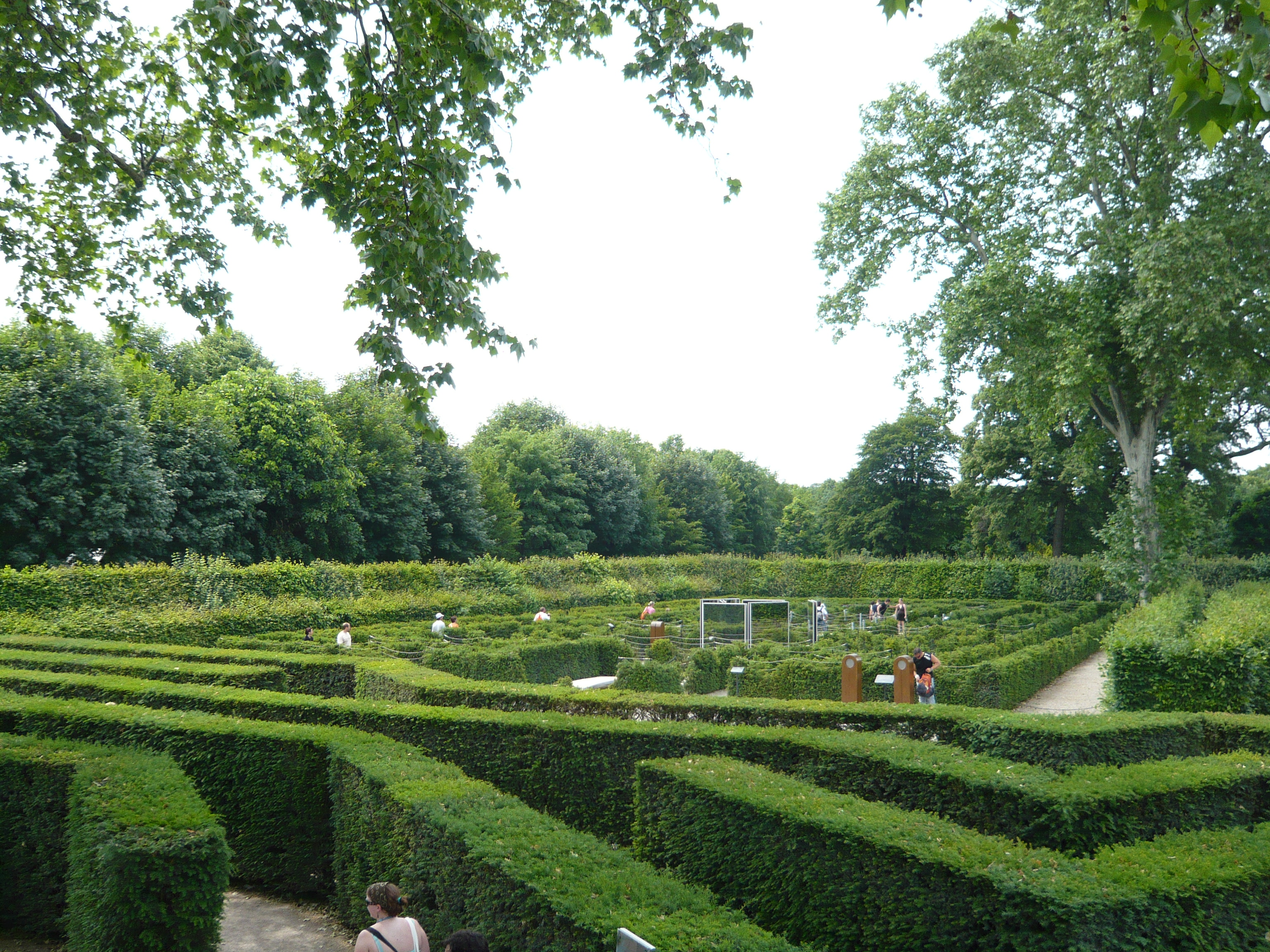
Il "Labirinto Nuovo".

All'interno del giardino sono presenti anche due labirinti: il "Labirinto classico", fatto di siepi e fedele ricostruzione di quello originale, andato distrutto, e il "Labirinto Nuovo", contenente una serie di attrazioni a tema.
- Il "Labirinto classico", costruito in origine fra il 1698 e il 1740, consisteva di quattro sezioni di diversa forma con un padiglione centrale rialzato dal quale si poteva osservare tutto il tracciato del labirinto. Nel XIX secolo il labirinto fu gradualmente abbandonato finché, nel 1892, fu abbattuto anche l'ultimo pezzo di siepe. Nel 1998 è stato realizzato un nuovo labirinto, dalla superficie complessiva di 1.715 m², cercando di ricostruirlo il più fedelmente simile all'originale. Recentemente è stata costruita una piattaforma dalla quale si può osservare il labirinto dall'alto.
- Il "Labirinto Nuovo" si estende su una superficie di 2700 m², e invita i visitatori a cimentarsi in vari giochi: giochi tattili, enigmi matematici, percorsi. Contiene un caleidoscopio gigante che permette di osservarsi da tutte le prospettive. Al termine del percorso ci si dovrebbe ritrovare al centro del labirinto[31].

### Altri piccoli giardini
Vi sono molte altre aree verdi all'interno del parco del castello, di cui rilevanti sono il Kronprinzengarten o il Giardino Giapponese che ospitano essenze arboree esotiche o provenienti da altre parti d'Europa che hanno contribuito nel tempo a rendere questi giardini degli interessanti luoghi di studio per la botanica internazionale.

## La gestione
Dal 1992 il castello è amministrato dall'azienda Schloss Schönbrunn Kultur- und BetriebsgesmbH, impresa di diritto privato, appositamente fondata. Obiettivo dell'azienda quello di amministrare il sito in ottica turistica e culturale. Le spese di conservazione, ordinarie e straordinarie, devono essere sostenute in autonomia senza ricorrere ad aiuti statali.